# Migrația popoarelor

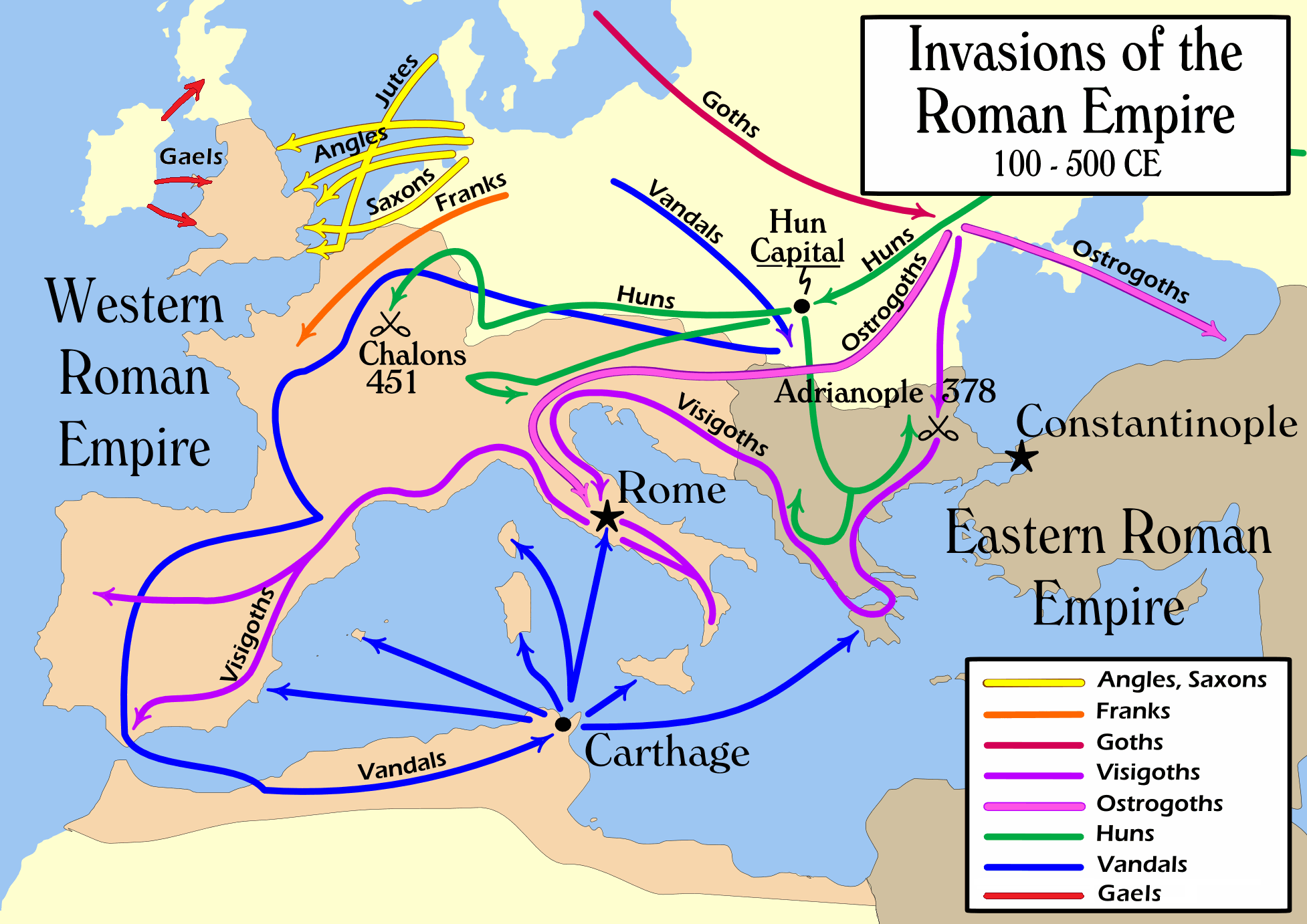
Migrațiile din perioada secolelor II - V

Migrația popoarelor, cunoscută și ca invaziile barbare (Völkerwanderung, migrația populațiilor preponderent germanice) a fost un fenomen istoric ce a constat dintr-o perioadă intensă de migrații masive ale unor populații de origine germanică, slavă sau asiatică în Europa între secolele III-XI, în tranziția de la Antichitatea Târzie la Evul Mediu Timpuriu.
A fost o perioadă marcată de schimbări teritoriale în Imperiului Roman dar și de dincolo de frontierele „barbare”. Primii migratori proveneau din triburi germanice ca goții, vandalii, anglii, saxonii, longobarzii, suevii, frizii și francii. Între timp, au venit și populațiile asiatice ca hunii, avarii, slavii, bulgarii și alanii. 
În ultima fază au fost migrațiile târzii: arabii, vikingii, normanzii, ungurii, maurii, turcii și mongolii, ce au lăsat urme semnificative în Nordul Africii, în Peninsula Iberică, Asia Mică și Europa centrală și răsăriteană.

## Premise
Dintre toate invaziile migratorilor cu care s-a confruntat omenirea de-a lungul istoriei, cele din secolele III-VIII din Europa Occidentală au rămas în conștiința colectivă ca reprezentând “marile invazii barbare”, model prin excelență al distrugerii în toate planurile și mai ales al bulversărilor axiologice.
Pentru istoriografie problema nu se poate pune, însă, în termeni atât de generali. Migrațiile acestei perioade pot fi privite din multiple puncte de vedere, de la a cerceta resorturile care au pus în mișcare masele, până la a înțelege consecințele ultime ale fenomenului.

## Cauzele migrațiilor

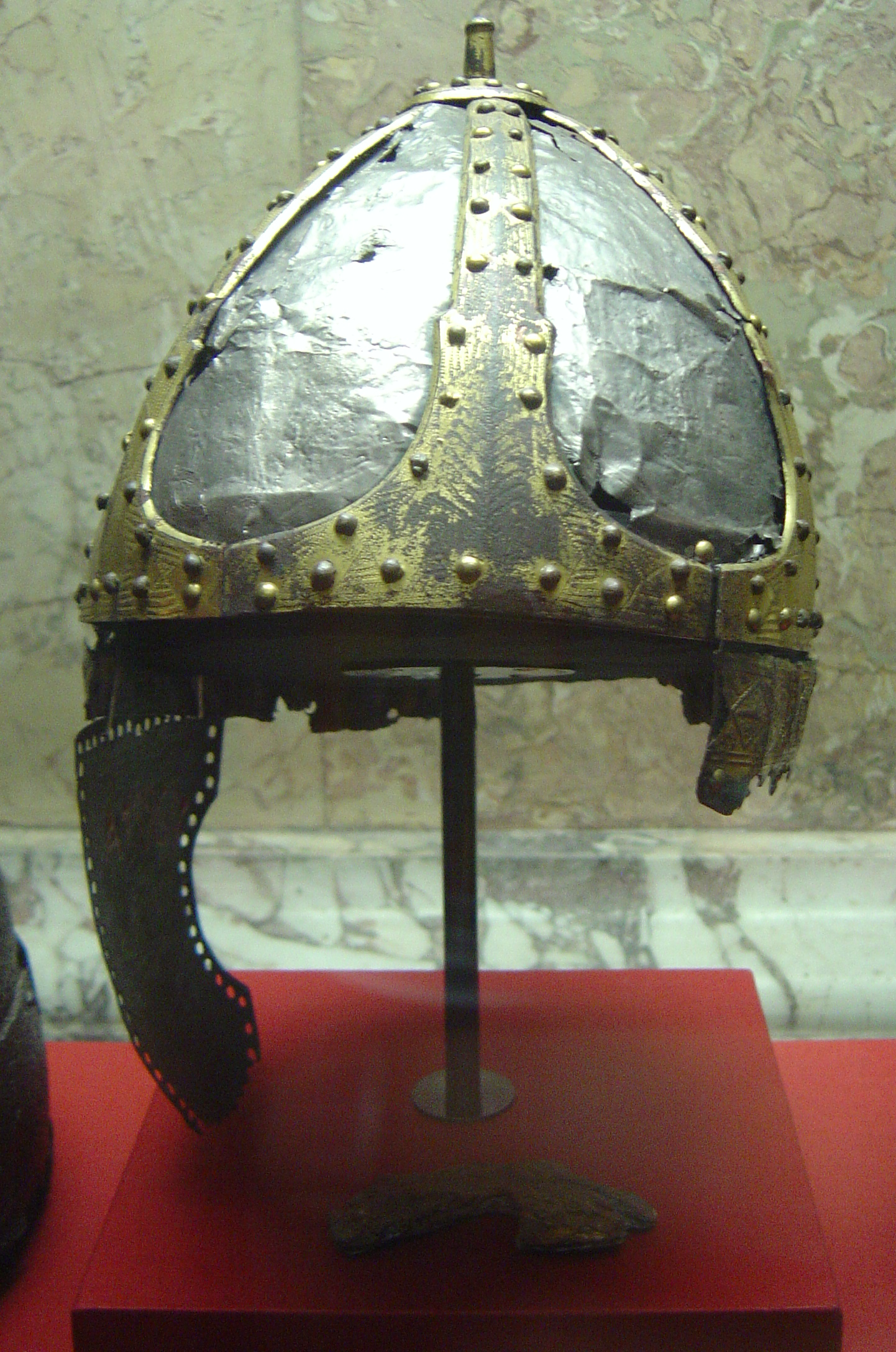
Coif din nordul Italiei, aflat azi în Muzeul de artă de la Viena

Filosofii și istoricii sec. XVIII-XIX considerau că venirea migratorilor a fost sursa dezastrelor abătute asupra civilizației romane. Dar sursele au fost reinterpretate de curând în secolul XX. În istoriografia germană, migrația popoarelor a fost denumită "Volkerwanderung", fiind preferat conceptul de "migrație" decât cel de "invazie". 
Migrațiile sunt văzute ca mișcări pe distanțe a unor grupuri de indivizi, care se întorceau periodic în locul de origine, având ca scop deplasarea unor cirezi de animale în căutarea unor noi pășuni, spații de locuit sau pentru desfășurarea ocupațiilor. 
Migrațiile sunt întâlnite încă din secolele V-IV î.Hr. spre Galia, Britania, Italia, Grecia, Asia Mică dinspre vest spre sud și est. Populațiile ce au migrat în secolele III-IV d.Hr., precum francii, anglo-saxonii, goții, longobarzii și vandalii au urmat direcția dinspre est spre vest sau dinspre nord-est spre sud-vest. 
Au mai urmat și alte valuri de migratori, ca maghiarii care au intrat în Europa și au ajuns până în Burgundia în secolul X, urmați de uzi, pecenegi și cumani. Nou-veniții aduceau cu ei limbi și obiceiuri diferite, pe care le-au impus.
Pentru romani, migrațiile nu erau privite ca ceva nou. Îi denumeau "geți" pe goți sau "sciți" pe huni sau "sicambri" pe franci, considerând că popoarele aflate în afara imperiului erau la fel de "barbare", fie că erau celți, germanici sau migratori asiatici. 

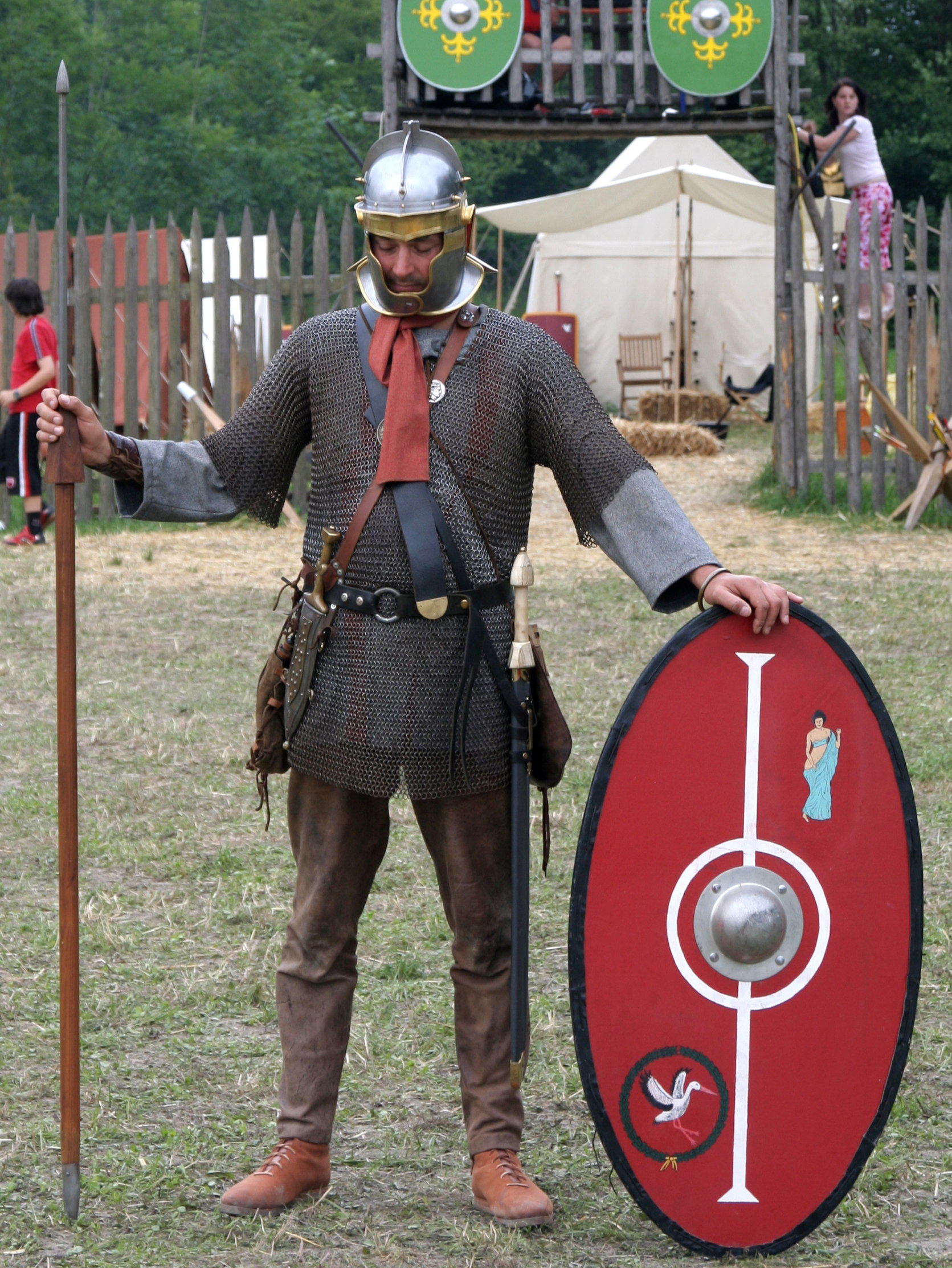
Soldat roman din perioada Imperiului Roman Târziu

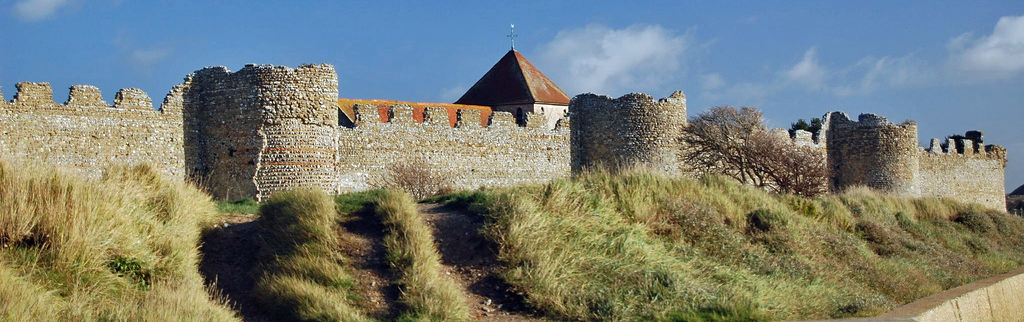
Fortificație romană

Inițial, imperiul avea resursele necesare pentru a înfruntă atacurile migratorilor. Exagerau efectivele și proporțiile amenințării barbarilor și considerau că aceștia veneau în număr foarte mare. Dar în realitate, migratorii nu aveau armate numeroase. În mișcările asiatice nu erau implicați mai mult de 30 000 de indivizi, iar în cele germanice nu depășeau 100 000 de indivizi. Tehnic, imperiul stătea mai bine. Armurile grele au fost abandonate după domnia lui Valens, dar dețineau artilerie și construiau fortificații din piatră "castella", linii de castre și turnuri din cărămizi la frontiere, precum și valuri de pământ consolidate cu palisade. Totalul efectivelor române era de 250 000, însă armata era alcătuită în mare parte din germanici în ultimele secole de existența ale Imperiului Roman de Apus. 
Legiunile cuprindeau doar 1000 de soldați, conduși de un perfect, legiunea fiind organizată în două cohorte comandate de tribuni. Împăratul dispunea de garda palatiana, compusă din infanterie și cavalerie. Sulița „pilum” nu mai era utilizată. A fost adoptată formația de luptă triunghiulară. Călăreții romani dispuneau de arcuri și erau îmbrăcați în cămăși cu zale. Migratorii excelau însă în lupta călare.
Cauzele migrațiilor erau complexe, la baza deplasărilor de populații fiind motive politice, economice, sociale, demografice și climatice. Când creștea presiunea politică și economică din partea imperiilor, exista un răspuns din partea populațiilor exterioare, nevoite să accepte supunerea, fie să refuze și să între în conflict cu puterea vecină. Se adaugă lentele creșteri demografice, pășunile sau terenurile agricole ce erau exploatate excesiv de populațiile semisedentare devenind insuficiente. Schimbările climatice au provocat de asemenea deplasările ce se suprapun cu perioadele de răcire a climei. 
Așadar, o serie de factori ce au provocat „efectul domino” au stat la baza deplasărilor, ca migrația hunilor și altor populații asiatice ce au determinat deplasările goților și altor populații germanice în interiorul imperiului. La periferia imperiului, triburile germanice s-au grupat în confederații. 

## Situația Imperiului Roman de Apus

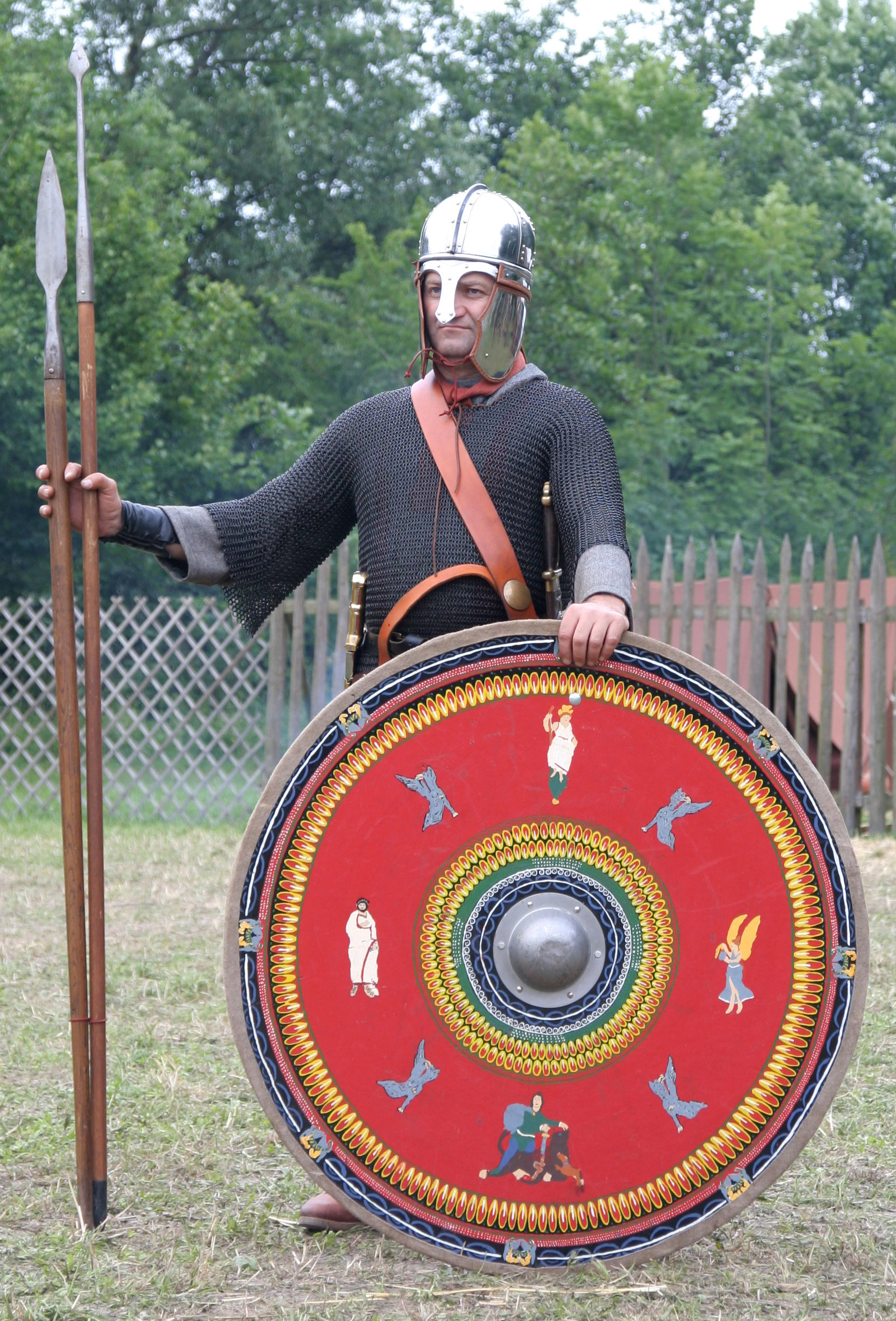
Soldat roman în perioada târzie

În istoria mileniară, Imperiul Roman a cunoscut momente de dezvoltare, dar și numeroase crize, ca cea din secolul al III-lea. Conflictele interne, războaiele civile, anarhia militară, problemele sociale, dificultățile economice sau fiscalitatea excesivă aveau un impact asupra vieții zilnice a romanilor. Sistemul roman dădea semne de epuizare, iar perioada de glorie impusă de Pax Romana inițiată de Augustus era de domeniul trecutului. 
Toți împărații romani erau de origine senatorială până în timpul domniei împăratului Alexandru Sever. De la Maximin Tracul, în fruntea imperiului, generalii se proclamau sau erau impuși de armată ca împărați, fără ca puterile acestora să fie conferite oficial de către Senat. 
Imperiul era tot mai amenințat la hotare, astfel, împărații își petreceau timpul în fruntea armatei, departe de Roma. Împărații tindeau tot mai mult spre autocrație, luând decizii și emițând legi fără dezbateri. Deciziile împăraților Severus sau Dioclețian au stat la baza legilor din perioada târzie a Imperiului Roman, fiind reunite în codexurile lui Theodosiu al II-lea sau a lui Iustinian. 
Datorită problemei succesiunii, izbucneau războaie civile. Unii împărați au încercat să introducă principiul eredității, dar cu succes limitat. Mulți își ridicau fii la rangul de Caesar, apoi de Augustus, cu sau fără atribuții precise, printr-un mod de guvernare duală. 

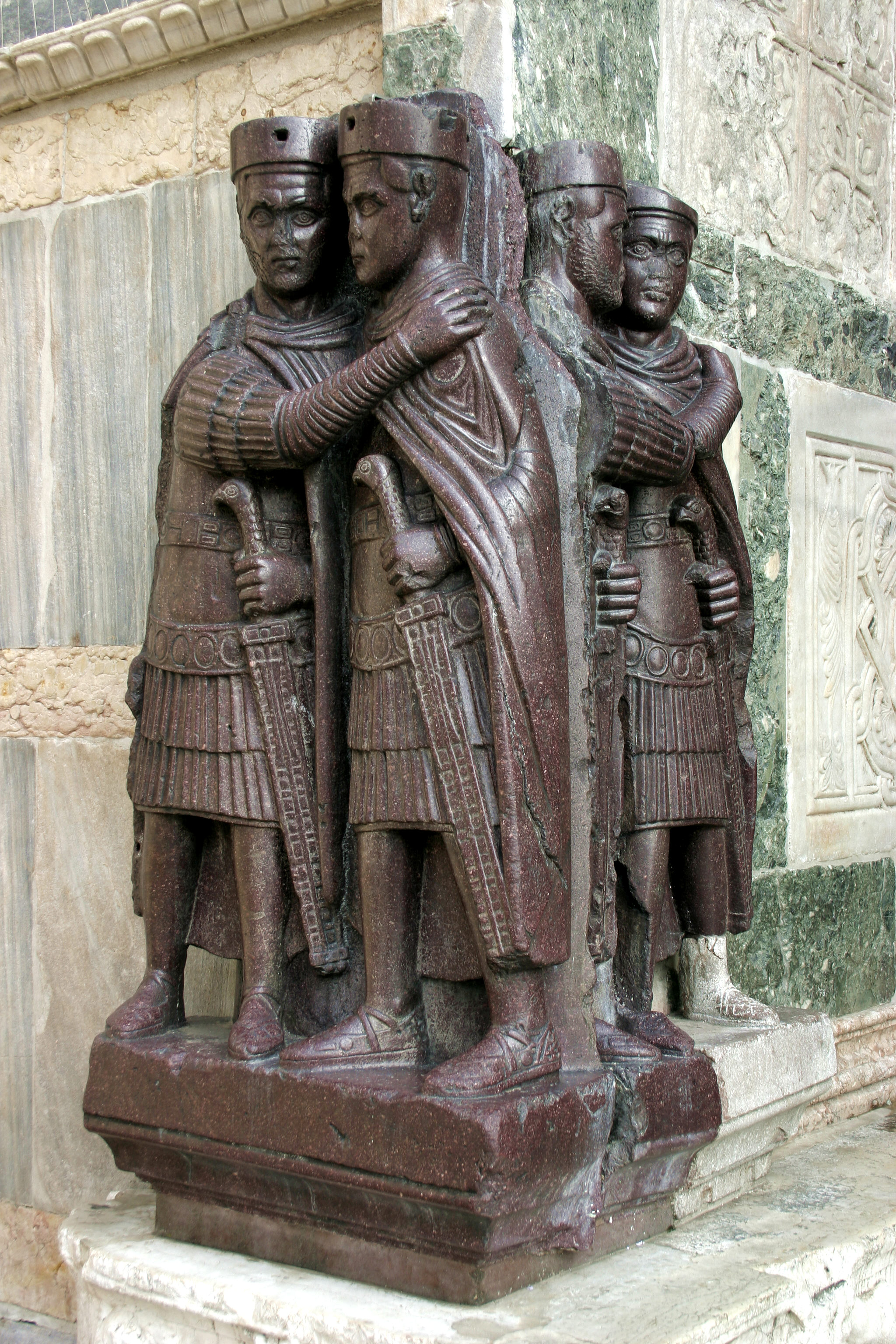
Tetrarhia

Dioclețian a introdus sistemul conducerii în patru, Tetrarhie, luând această decizie datorită extinderii imperiului, a cărui suprafață și întindere pe trei continente îngreunau guvernarea, ceea ce a rezultat un imperiu cu mai mulți împărați, fiecare cu propria reședința, proprii funcționari și propria armată. A inițiat o reforma administrativă, dublând numărul de provincii și introducând diocezele, ce grupau mai multe provincii, supraviețuind până în Evul Mediu. Sistemul fiscal a fost reformat, pentru a distribui corect taxele și a îmbunătăți eficientă colectării lor. Însă în anii secetoși sau prea reci și ploioși, noul sistem avea un efect negativ asupra celor care lucrau pământurile, în Galia, mulți recurgând la abandonarea terenurilor agricole.
Dioclețian s-a bucurat de o domnie lungă și stabilă, fiind considerat un restaurator al imperiului. A introdus un ceremonial de origine orientală, pentru a accentua diferența de putere dintre conducător și supuși, la curea să imperială aflată în orașe din afară Italiei. S-a introdus portul coroanei, adoratio (obiceiul prosternării), proskynesis (sărutul poalei mantiei imperiale), iar purpura era rezervată numai împăraților, succesorii săi finalizând procesul de tranziție spre teocrația puterii imperiale. 
Pe plan juridic, se pedepsea uciderea sclavilor și era permisă emanciparea acestora. Dar căsătoriile dintre oamenii liberi și sclavi erau interzise. Se interzicea despărțirea fraților la impărțirea pământurilor. Colonii erau legați de pământ. Întemnițarea nelimitată fusese interzisă. 
Clerul era scutit de impozite și corvezi. Templele păgâne erau distruse sau transformate în biserici. Excomunicarea era folosită ca un instrument de stat, ceea ce rezulta excluderea din comunitate. 
Senatul nu mai avea atributii precise, având doar rol consultativ. Consilium principiatus era o institutie permanentă alcatuită din colaboratori apropiati imparatului, acesta dispunând de un personal birocratic. 
Au fost create centrele provinciale, "civitades", structuri urbane, magistratii fiind aleși. Aveau ca responsabilitati stabilirea bugetului, mentinerea ordinii publice, acestia fiind subordonati guvernatorului, ce aduna cu o adunare provinciala. 
Orasul era condus de catre comiti, senat, magistrati și curiati, ce raspundeau de plata impozitelor și de averile lor.
Orasul mai avea doi consuli ce supravegheau pietele și drumurile, desfasurarea spectacolelor și distributiile alimentare. 
Era impus un impozit funciar pe suprafata terenurilor, un impozit pe cap de locuitor-"capitatio", impozite vamale, impozite pentru trecerea drumurilor interne, impozite pe vanzari și taxe pe succesiune. Acestea puteau fi incredintate in arenda. Scutirile de impozite se aplicau doar senatorilor, profesorilor, mestesugarilor de stat și clerului.
Preturile erau reglementate de puterea de cumpărare. Diocletian a emis un decret pentru marfuri, ce presupunea ca  pretul sa fie stabilit definitiv pe durata domniei imparatului, dar legea nu s-a putut aplica, marfurile fiind ascunse sau transportate cu greu. 
Intervenția puternica a statului in mecanismele preturilor au rezultat tariful maximal. Omul de rând era copleșit profund de criza economica. 
Dar retragerea lui Dioclețian din 305 nu a rezolvat criza internă. Divergențele dintre succesorii săi s-au intensificat. S-a impus Constantin cel Mare, fiul lui Constantius, care a reunificat imperiul prin luptă, devenind unicul împărat în 324 . 

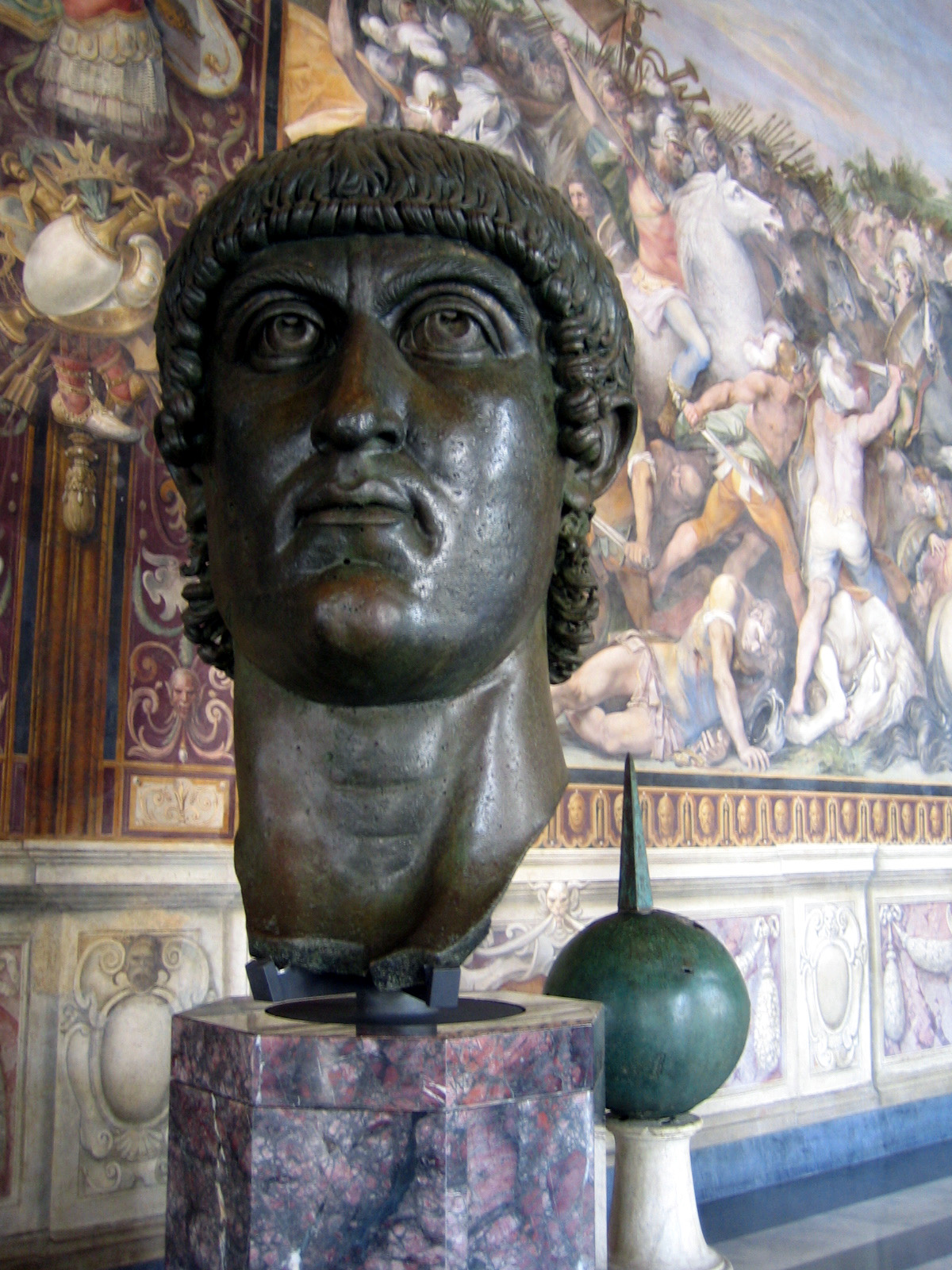
Constantin cel Mare

În 330, a inagurat noua capitală la Byzantium, un vechi centru comercial, la intersecția rutelor vitale care legau Europa de Asia Mică, având o pondere mai mare din perspectiva resurselor economice, militare și sub aspect spiritual. A fost denumit Constantinopol după numele fondatorului său. Constantinopolul era un port la mare într-o poziție strategică, amplasat pe strâmtoarea Bosfor. Era protejat de fortificații ridicate, transformându-l într-un centru inexpugnabil. Constantinopolul era simbolic Noua Romă, fiind edificat pe șapte coline, având 14 unități administrative, bornă aurită, propriul forum, propriul senat, preluate după modelul Cetății Eterne, fiind un adevărat bastion al civilizației romane. 
În timp ce imperiul se extindea, unul dintre cultele orientale, cel creștin, câștigă tot mai mulți adepți. Sub împărați ca Decius, Valerian sau Dioclețian au fost organizate persecuții creștine masive, însă numărul creștinilor creștea lent, dar sigur, convertindu-se la această nouă religie și membrii aristocrației și familiei imperiale. 
În secolele III-IV, orașele au fost primele așezări care au fost creștinate, în timp ce în spațiul rural, creștinismul s-a extins lent și târziu. Monoteismul radical era incompatibil cu religiile majoritar politeiste acceptate în imperiu. Nu se concepea de astfel separarea statului de biserica. Ierarhia bisericească creștină includea episcopii, și apoi mitropoliții, fiecare având un consiliu propriu. Rangul suprem îl deținea patriarhia, cu centre la Ierusalim, Antiohia, Alexandria și Roma, unde Papa era considerat succesorul apostolului Petru. 
Viața monahală s-a extins, propagând creștinismul în afară lumii romane, din mediul urban în cel rural.
În 311, împăratul Galerius, influențat de soția sa creștină, a emis un edict de toleranță, permițând creștinilor să-și practice cultul. 
În 313, Constantin și Licinius au adoptat Edicul de la Mediolanum, acordând creștinismului statutul de cult tolerat. Odată ce Constantin ajunsese unicul împărat, creștinismul depășea statutul de religie tolerată, fiind favorizată de împărat. 
Creștinismul a căpătat o pondere tot mai semnificativ în defavoarea cultelor politeiste. Însă religia creștină a întâmpinat probleme în privința definirii principilor sale, ca natura lui Isus Christos. Astfel, și-au făcut apariția numeroase erezii, pe care reprezentanții bisericii și împăratul, reuniți în concilii, le-au combătut. 

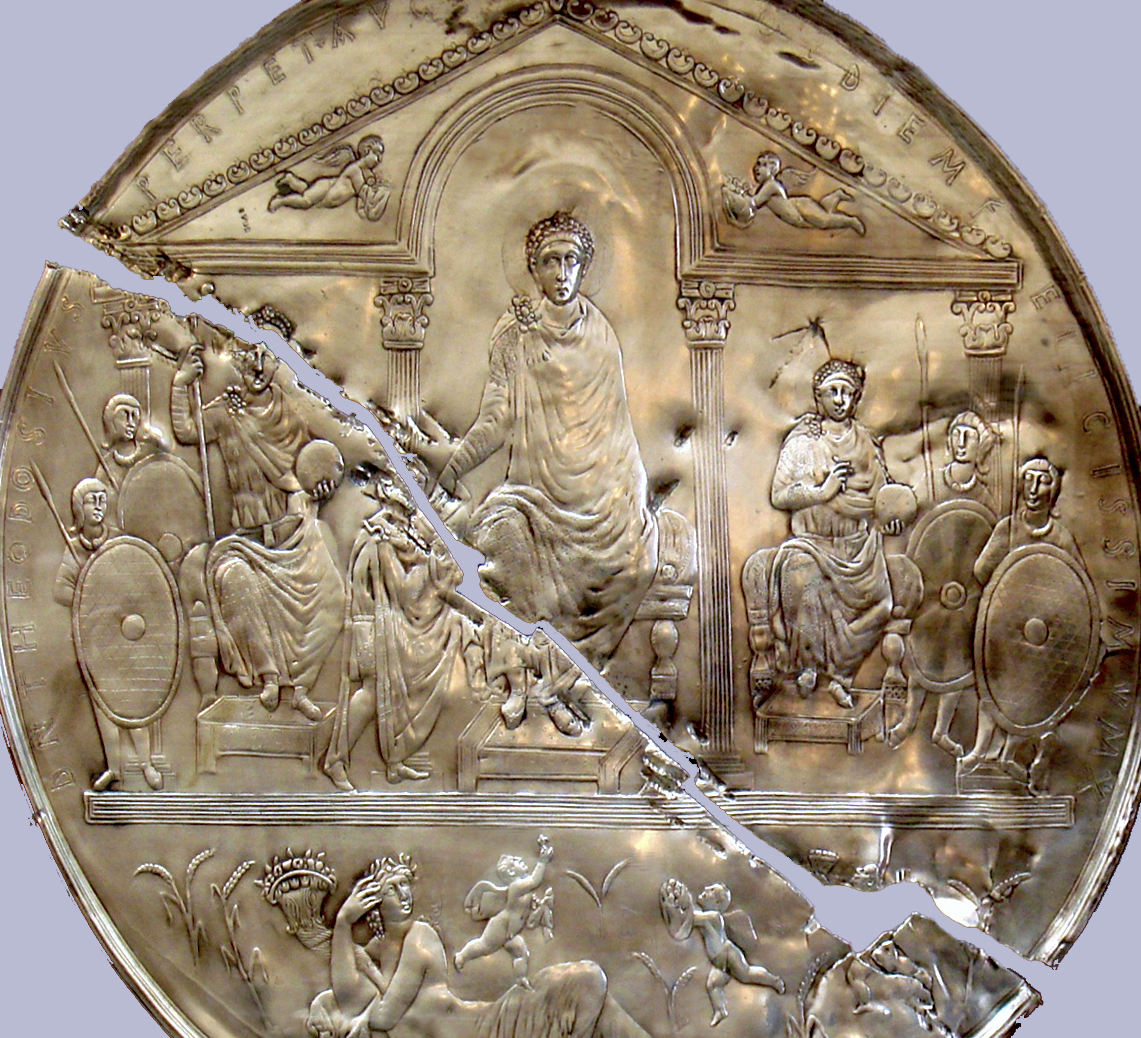
Discul de la Missorium reprezentându-l pe imparatul Teodosiu

În 392, împăratul Teodosiu I a emis documente prin care a interzis cultele considerate păgâne, iar la moartea sa, creștinismul devenise religia oficială a imperiului.
Constantin cel Mare a inaugurat în 328, un pod peste Dunăre între Sucidava și Oescus și a lansat in iarna anului 332 o campanie împotriva vizigoților de la nord de Dunăre, fiind aliat cu sarmații. În această campanie, ținuturile de la nord de Dunăre reintră pentru o perioadă sub stăpânire romană. Apoi în 334 romanii atacă triburile sarmaților care s-au răsculat și au încălcat înțelegerile, împingând mai la nord frontierele. Limita de nord din Dacia a imperiului era marcată de Brazda lui Novac.
Sub împărații Iulian Apostatul, Iovian, Valentinian I și Valens, politica de combatere a populațiilor germanice aflate la frontierele imperiului ocupau un loc prioritar în agenda imperială. 
Valentian , stabilit la Milano, a luptat cu francii și alamanii, iar Valens s-a confruntat cu goții în zona Dunării.
În 376, vizigoții au solicitat permisiunea de a pătrunde și a se stabili în imperiu datorită presiunii hunilor. Odată ce au primit permisiunea și au traversat fluviul, la sud, în Balcani, au început să jefuiască. 
În 378, forțele romane sunt învinse de vizigoți în Bătălia de la Adrianopol, Valens fiind ucis și succedat de Teodosiu, care a reunificat imperiul. 
În 395, la moartea împăratului Teodosiu, imperiul a fost divizat între cei doi fii ai săi, Arcadius luând partea de răsărit, iar Honorius luând partea apuseană, deși imperiul era încă perceput că un întreg de către contemporani. 
În Imperiul Roman de Apus, între 410-420, Constantius, magister militum sub Honorius, a restaurat unitatea vestică a imperiului, înlăturând uzurpatorii și respingând goții, vandalii și alanii din sudul Galiei și din Hispania. După moartea lui Honorius în 423, a izbucnit o lupta dintre pretendenți. În urma luptelor, asasinatelor politice, Flavius Aetius, un fost comandant galic a obținut puterea, pacificandu-i pe goții, francii și alamanii din Galia, învingând grupările Bagaudae din Armorica și pe burgunzi și a depunând efort pentru a stopa fragmentarea politică a imperiului. Dar readucerea bazei de impozitare i-a afectat planurile, mulți funcționari pierzând dreptul de a fi scutiți de serviciul militar și fiind introduse taxe pe vânzarea mărfurilor în urma adoptării legislației din 440. 
Dacă încă din 286, reședința imperială se mutase la Milano, din 402, Ravenna devenea sediul puterii imperiale, în timp ce centrul politic și economic imperial s-a mutat în est. Atacurile migratorilor s-au intensificat. În multe zone, locuințele villa erau abandonate sau transformate în fortărețe unde coloni își prestau serviciile aristocraților locali, primind sprijin economic și protecție în schimb împotriva barbarilor și funcționarilor imperiali. 
S-a declanșat fenomenul de declin al centrelor urbane, suprafețele orașelor fiind reduse, fiind fortificate și intrând sub controlul comandanților militari și a episcopilor. Pentru că autoritatea centrală nu mai putea asigura securitatea, comerțul și comunicațiile au intrat într-un colaps treptat, determinându-i pe locuitori să se bazeze pe resurse locale. 
Monedele de aur circulau în număr tot mai mic și cu mai multă greutate. Datorită pierderilor teritoriale, baza de impozitare a fost afectat, atrăgând urmări negative pentru funcționarea statului și armatei. Slăbirea statului a dus la ruperea lentă a legăturilor existente între centrul orașului și elite, ce nu mai arătau loialitate. S-au pus bazele unor noi relații dintre populația romană și noii lideri, foștii conducători militari, episcopii sau capeteniile germanice. 
În Imperiul Roman de Răsărit, limba greacă era impusă treptat ca limba vorbită de locuitori. Comerțul prosper a făcut ca orașele să se dezvolte în continuare, fiind ferite de atacurile migratorilor. Aparat de fortificații, Noua Romă sau Constantinopolul a fost centrul unei culturi dinamice ce a rezistat încă un mileniu.

## Populațiile germanice
Încă din perioada dinastiei iulio-claudiene, numele de "germani" a fost dat unor triburi care se înrudeau lingivistic și cultural cât și celor care nu aveau nicio legătură cu primele, precum teutonii, o populație celtică mixtă. 
În prima faza, relațiile dintre imperium și barbaricum erau mai mult sau mai puțin pașnice. În regiunea renană, germanicii își ofereau serviciile economice și militare pe o perioada de timp determinată, fie practicau schimbul. Pentru a asigura stabilitatea la frontieră, romanii interveneau în problemele politice ale etniilor vecine, asigurându-și aliații oferind daruri. 
Cursurile Rinului și Dunării reprezentau principalele rute comerciale din jumătatea de nord a continentului, iar pentru a ajunge la ele, germanicii s-au folosit de văile râurilor Elba și Vistula ce legau Marea Baltică de interior, favorizând legăturile nord-sud și accesul către Rin și Dunăre. 
Goții au avansat pe culoarul Vistula-Nistru, iar longobarzii au venit pe calea Elbei. Cel mai dinamic trib germanic s-a dovedit a fi cel al goților. În 220-230, s-au manifestat activ în regiunile de la nord de Dunăre. 
În 238 au organizat prima incursiune la sud de fluviu, în Dobrogea, țintă lor fiind orașul Histria. În anii 240, au pătruns în imperiu, în provinciile balcanice. Împăratul Decius a încercat să-i alunge, dar a murit în 251. În timp ce frontierele din regiunea renană erau neglijate, amenințarea sasanida de la estul imperiului îi determinau pe împărați să-și îndrepte atenția spre aceștia. Profitând de situație, francii și alamanii au pătruns temporar în imperiu. 
De la relațiile de tip schimb/incursiune și pradă specifice sec. III-IV, s-au trecut la raporturi radicale, migratorii străpungând liniile fortificate romane de le Rin și cursurile superior și inferior ale Dunării. 
Germanicii s-au stabilit în urma războaielor și pe baza unor tratate "foedus" care le permitea nou-veniților să se instaleze că "hospites" ai imperiului. Imperiul renunță la o treime din pământurile din anumite regiuni și la o treime din sclavi, unii istorici considerând că migratorii dețineau teritorii ca simple posesiuni, alții susținând că germanicii dețineau cu titlu deplin pământurile cedate, alții considerând că romanii deținători de pământuri plăteau o treime din taxe către germanici. 
În primele secole ale erei noastre, triburile germanice se aflau între Rin, cursul superior și cel mijlociu ale Dunării și Vistula, în sudul Scandinavei și în nordul Marii Negre. Tacitus afirmă că cea mai de preț avuție a germanicilor era creșterea vitelor, fiind principala sursă de hrană, alături de  practicarea agriculturii extensive pe coastele Marii Nordului și ale Marii Baltice,  pescuitul și vânătoarea. 
De-a lungul Rinului și Dunării, unele triburi germanice practicau comerț cu romanii. Au trecut la sedentarism, întemeindu-și primele sate. Războiul era pentru ei principala sursă a puterii pentru conducătorii populațiilor și o îndeletnicire principala. Triburile se războiau permanent cu altre triburi, luptând pentru supremație sau pentru impunerea plății tributului, acordării sprijinului militar la nevoie. Principalele caracteristici ale germanicilor erau adaptibilitatea și mobilitatea. 
În secolele I-II, existau 50 de triburi germanice. În secolele următoare, s-au împărțit în trei ramuri: apuseană, răsăriteană și cea nordică. 
Din ramura apuseană făceau parte: 
- Francii, situați pe cursul inferior și mijlociu ale Rinului
- Alemanii-pe cursul superior al fluviului Rinului
- Frizii-pe teritoriul Olandei de azi
- Saxonii-pe coasta germană a Mării Nordului
- Anglii și Iuții-Peninsula Iutlanda
- Longobarzii-între cursurile inferioare ale Wesserului și Elbei
- Hermundurii-între cursurile mijlocii și superioare ale Wesserului și Elbei
- Suebii-între Elba și Oder
- Marcomanii și Quazii-în Boemia
- Iuthungii-pe cursul superior al Dunării

Din ramura răsăriteană făceau parte: 
- Herulii, rugii și scirii-așezați pe cursul inferior al Oderului
- Burgunzii și Vandalii - pe cursurile mijlociu și superior al Oderului
- Gepizii-între Oder și Vistula
- Goții-sedentarizați în nordul Marii Negre.

Din ramura scandinavă făceau parte: 
- Danezii și Suedezii-din sudul Peninsulei Scandinave

În secolele III-IV, mișcările goților au afectat alte populații și au determinat asocierea unor triburi sau confederații. În 212, este formată o uniune de triburi alamane, care domină cursurile superior și mijlociu ale Rinului și cel superior al Dunării. În 257, este formată uniunea francilor, regrupati în secolul V în două uniuni de triburi: salică-pe cursul inferior al Rinului și riquarica pe cursul mijlociu al Rinului. Uniunea saxonă ocupă zona dintre Ems, cursul inferior al Elbei și regiunile Schleswig și Holstein. Uniunea thuringa s-a dezvoltat între cursul superior și mijlociu al Elbei, cursul superior al Wesserului și cel superior al Dunării. Uniunea bavareză s-a format în Bavaria de azi. Uniunea frizona s-a format în Olanda de azi. Uniunea de triburi gotice a migrat la sfârșitul secolului II din sudul Scandinavei spre nordul Mării Negre, între Nipru și Prut, unde erau stabiliți sarmatii, bastarnii, alanii și dacii. 
În secoulul al IV-lea, goții au fost divizați în două uniuni de triburi: Ostrogoții la est de Nistru, și Vizigoții la vest de Nistru. 

### Goții

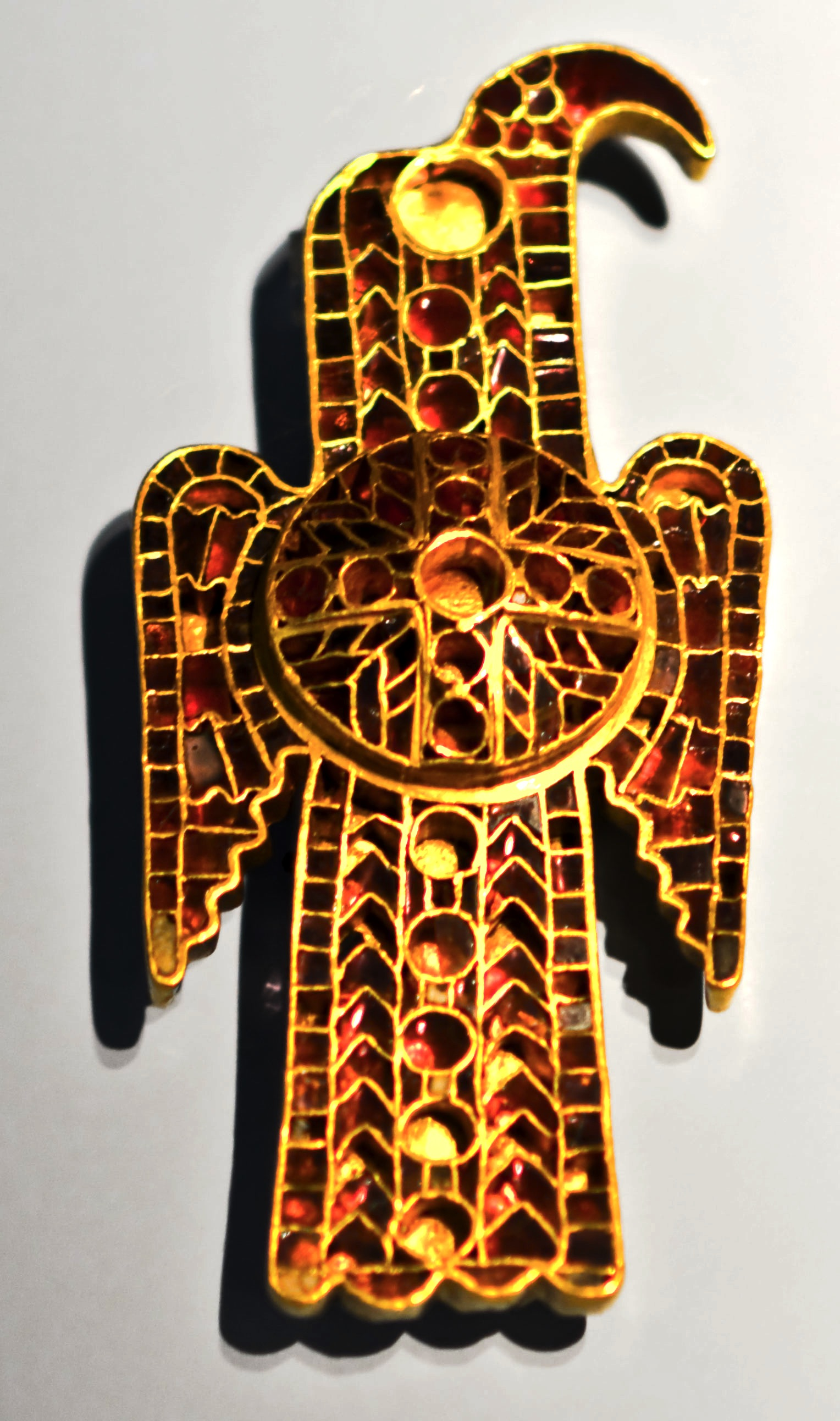
Fibula

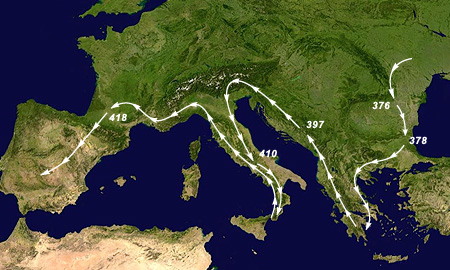
Migrația vizigoților

Momentul decisiv care a determinat începutul mișcărilor germanicilor în Imperiul Roman a fost venirea hunilor în Europa. Până în secolul IV, amenințarea barbară nu era atât de gravă. Elitele romane chiar își îndreptau tot mai mult cererile de ajutor către germanici. În regiunea adiacentă a limes-ului, legăturile dintre imperium și barbaricum deveneau tot mai strânse. 
În căutare de pășuni sau atrași de civilizația romană și de prăzi, hunii, de origine mongolă sau turcică, au traversat, după 350, spațiul de la nord de Marea Neagră. Au distrus uniunea de triburi alană de origine iraniană, stabilită între Don, Caucaz și Marea Caspică, și au cucerit Regatul Bosforului din zona Marii de Azov, ce era sub protectorat roman.

Batalia de la Adrianopol

În 375, uniunea de triburi ostrogotă, condusă de Ermanaric, a fost atacată și distrusă de hunii conduși de Balamber. Vizigoții conduși de Athanaric i-au oprit pe hunii la Nistru în 376, dar au fost determinați să se retragă în sudul teritoriului dintre Prut și Siret, ridicând un val de apărare. În 376, au solicitat azil autorităților române de la Dunăre. După două decenii de lupte cu ostrogoții până la moartea lui Ermanaric, ostrogoții s-au refugiuat la sud de Dunăre, iar hunii s-au impus ca factor politic decisiv la frontierele imperiului. În toamna 376, o parte dintre vizigoți s-au refugiat la sud de Dunăre, fiind urmați și de ostrogoți. 
În calitate de foederati, vizigoții s-au stabilit în Moesia, unde foametea și impozitele i-au făcut să se răscoale sub conducerea lui Frithigern în 377. 
Pe 9 august 378, vizigoții au înfrânt armata romană în Bătălia de la Adrianopol, unde a fost ucis însuși împăratul roman de est, Valens. Noul împărat, Teodosiu, a încercat să reprime răscoala și i-a alungat pe vizigoți la nord de Dunăre și i-a așezat pe ostrogoți ca foederati în Pannonia, în 380, și pe vizigoți în Moesia, în 382, fiind acceptați oficial în imperiu, primind statut semiautonom, pământuri și obligația plății taxelor, precum și programe de instruire pentru a se înrola în armata romană. 

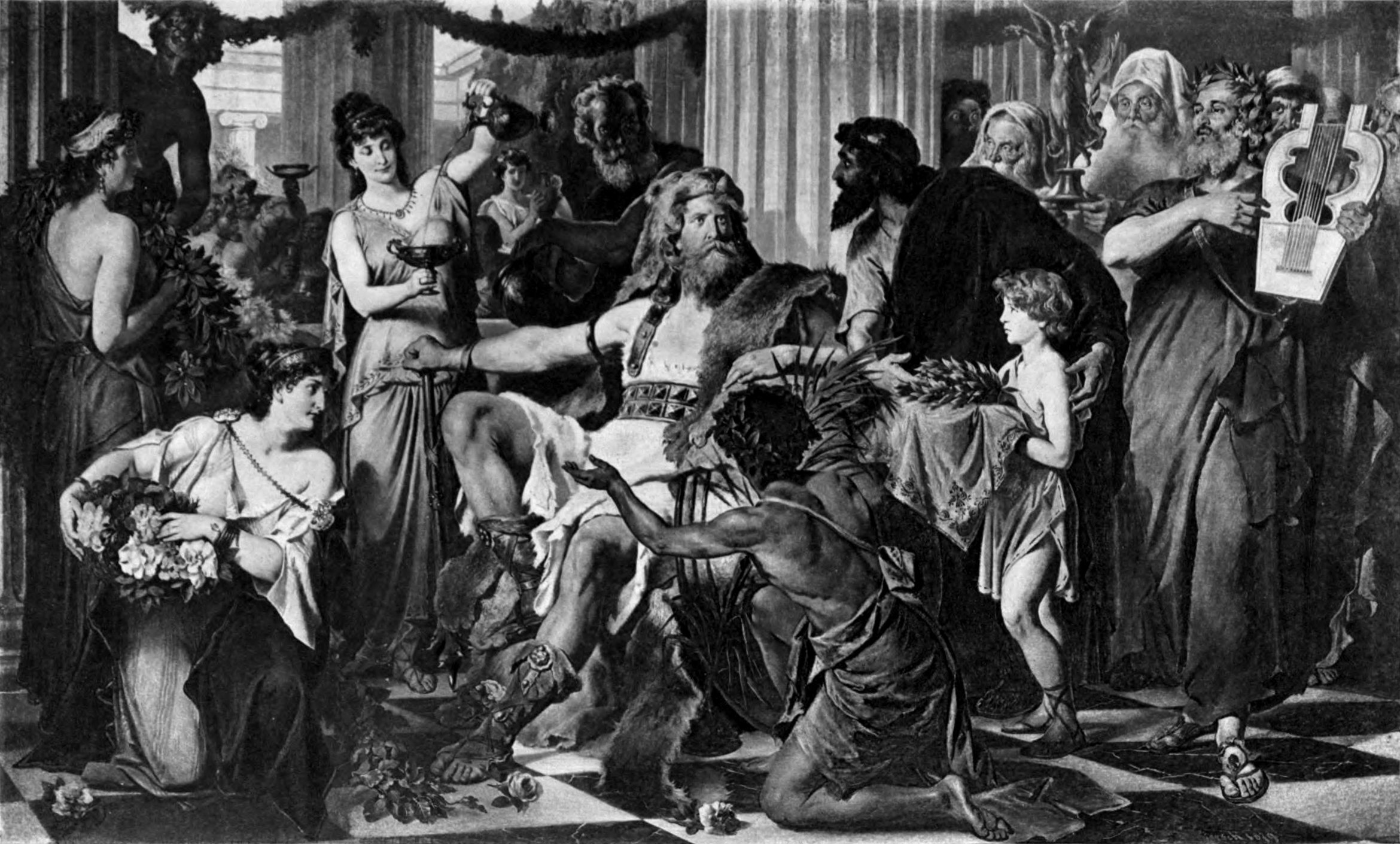
Alaric

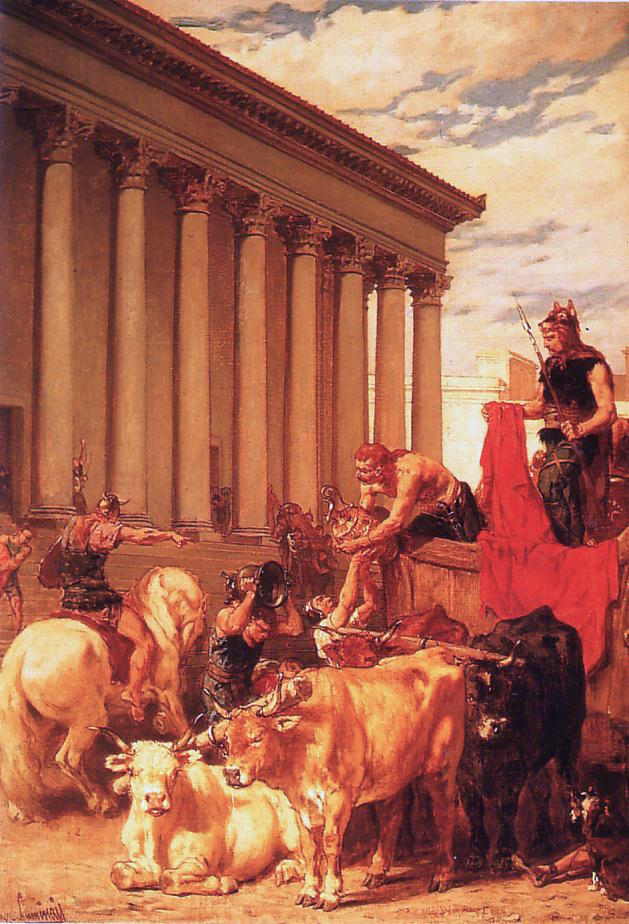
Jefuirea Romei

În 399, sub conducerea lui Alaric I, vizigoții luptau deja în solda imperiului și au obținut permisiunea de a se stabili în Iliria, pe care au părăsit-o după doi ani, îndreptându-se spre nordul Italiei în 401. Au fost înfrânți în 402 de generalul roman de origine vandală, Stilicon,  în Bătălia de la Pollentia. Prin tratatul încheiat în 403, vizigoții primeau permisiunea de a se stabili în regiunea dintre Dalmația și Pannonia. 
În 405, ostrogoții conduși de Radagais jefuiesc Italia de Nord, dar sunt înfrânți la Fiesole de către Stilicon. După moartea generalului roman în 407, vizigoții au pătruns în Italia. Au amenințat Roma de două ori, reușind să cucerească orașul la 24 august 410, supunându-l timp de trei zile unui jaf sistematic
. 
Honorius a fost forțat să încheie o nouă pace. Alaric a încercat să obțină recunoașterea oficială a poziției populației sale în cadrul imperiului, solicitând subsidii în aur și pământ lângă Ravenna. Însă cererile sale nu au fost îndeplinite. 
Distrugerile orașului au fost limitate, iar Alaric, care era magister militum, deci ținea la demnitatea romană, a cruțat locurile sfinte. Alaric s-a îndreptat spre sudul Italiei pentru a cuceri Africa, dar o furtună i-a distrus corăbiile adunate. La sfârșitul anului 410, moare, iar vizigoții, conduși de Athaulf, au străbătut Italia de la sud la nord, traversând Gallia sudică în 412, iar în 413 au ajuns în Oceanul Atlantic. 
În 415, au ajuns în Hispania, fiind rechemați în Galia, în 418, de către patricianul Constantius,  viitorul împărat, fiind amplasați între Loara și Garonne, în provincia Aquitania Secunda pentru a menține securitatea imperiului din interior în lupta cu grupările Bagaudae, ce erau alcătuiți din foști sclavi, tâlhari, fermieri și ciobani, precum și aristocrați decăzuți ce luptau împotriva autorităților locale, confiscând pământurile aristocraților nemulțumiți de taxele tot mai mari. În 409, în regiunea Armorica, Bagaudae au înlăturat stăpânirea română, iar vizigoții au preluat o parte din domeniile în care erau instalați, asumându-și obligația de a-i sprijini pe aristocrați în lupta cu Bagaudae. S-au așezat în jurul orașului Toulouse, ce va deveni centrul regatului vizigot. 
Sub conducerea lui Theodoric I, vizigoții s-au aliat cu romanii în luptele împotriva hunilor, având o contribuție importantă în 451, în Bătălia de la Câmpiile Catalaunice, unde Theodoric și-a pierdut viață. Din sudul și centrul Galiei, vizigoții s-au extins spre Spania, și sub domnia lui Euric, au format unul dintre cele mai puternice regate germanice vestice. 

### Vandalii

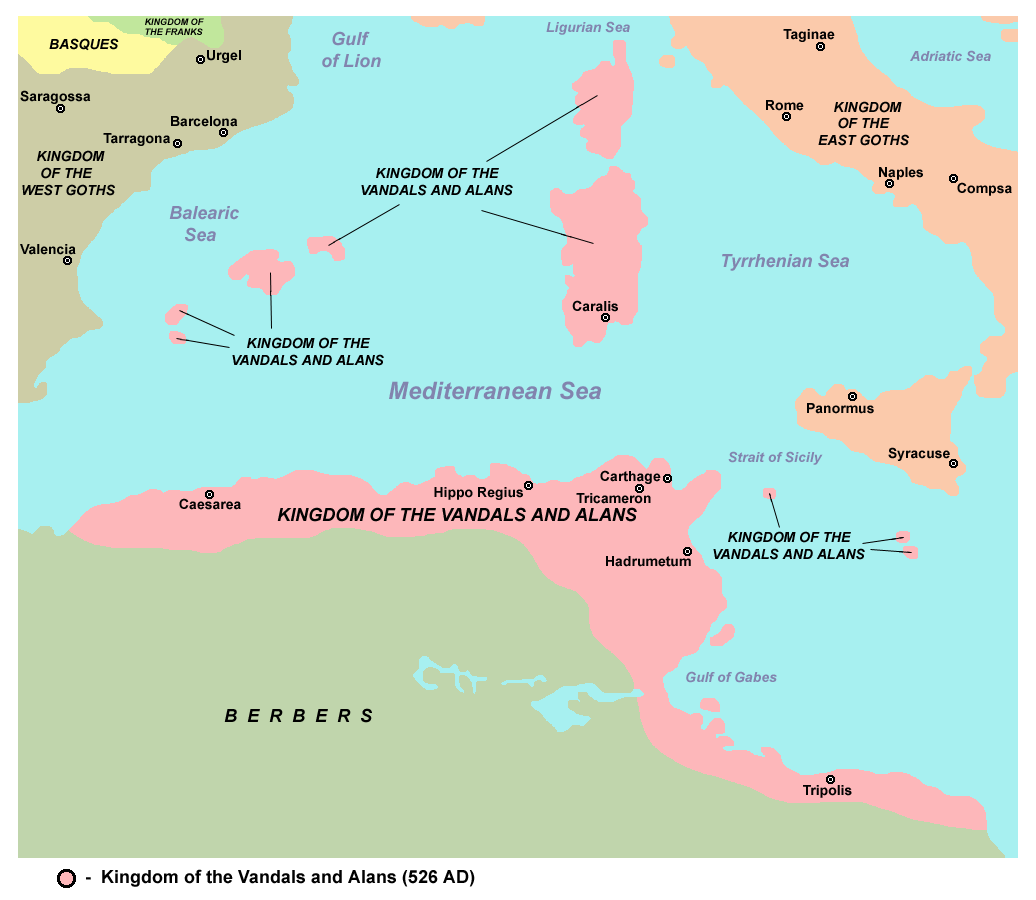
Regatul vandal

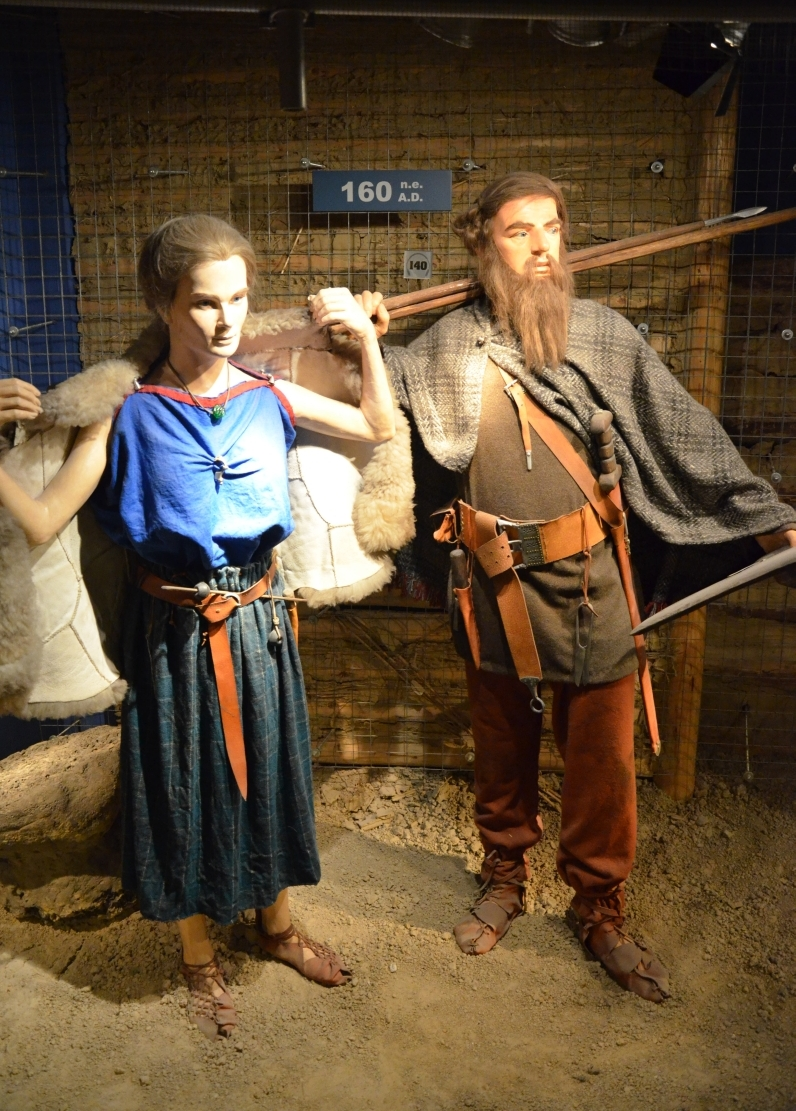
Femeie vandală și războinic vandal

În 405-406, vandalii sau suevii, însoțiți de alani, traversează Rinul și ocupă Mainz, Trier și Reims. Cauzele mișcărilor de populații au fost presiunile exercitate dinspre stepele nord-dunărene de către huni și atragerea și implicarea germanicilor în războaiele civile din interiorul imperiului. Au traversat Gallia de Nord, și au pornit spre sud în 409-410, fiind solicitate de rebelul Gerontius aflat în lupta cu un alt uzurpator, Constantin al III-lea. După ce au jefuit Galia, triburile vandalilor, suevilor și alanilor au traversat Pirineii și au ajuns în Peninsula Iberică. O parte din teritoriile Spaniei au fost preluate de aceștia. Vandalii hasdingi și suevii s-au stabilit în nord-vest în Galicia, vandalii silingi în sud, în Baetica, iar alanii au ocupat provinciile Lusitania și Carthaginiensis în 411. Doar provincia Tarraconsesis a rămas sub stăpânire romană.
Romanii și aliații lor au preluat în anii următori controlul asupra alanilor și vandalilor silingi, în timp ce Gunderic era la conducerea vandalilor hasdingii. 
Vandalii s-au inițiat în tehnicile navigației, devenind pirați, mptiv pentru care s-au orientat spre jefuirea insulelor din vestul Mediteranei. În 428, fratele lui Gunderic, Genseric devine căpetenia lor, se stabilesc în nordul Africii în 429 și devin foederati ai Romei în 435. În 439 s-au revoltat, cucerind partea de nord-vest a Africii romane. Și-au impus stăpânirea în insulele Baleare, Corsica și Sardinia și au ocupat Cartagina, ceea ce a rezultat consecințe grave pentru Imperiul Roman, pentru că din teritoriile respective se strângeau taxe și se transportau grâne la Roma. 

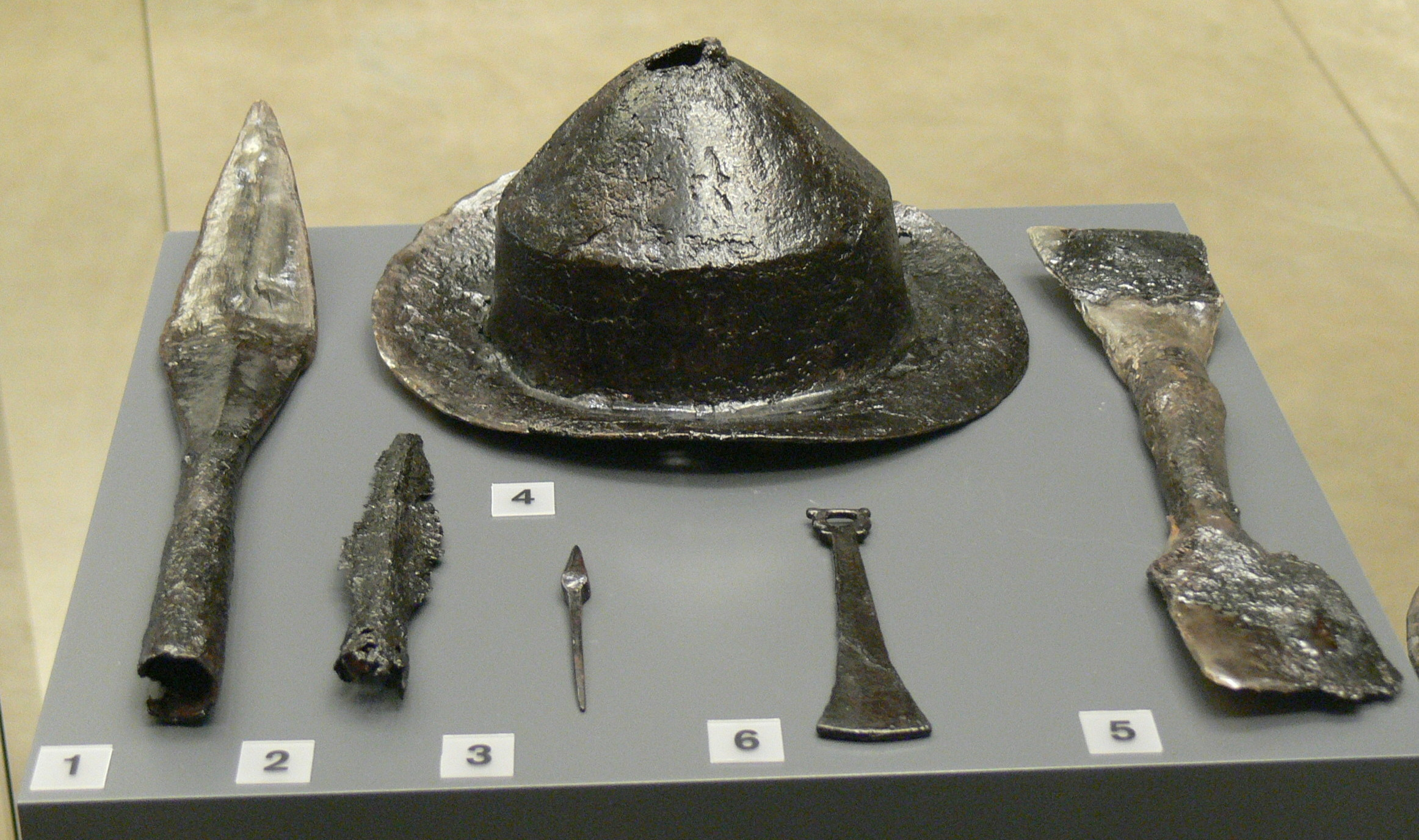
Arme vandalice
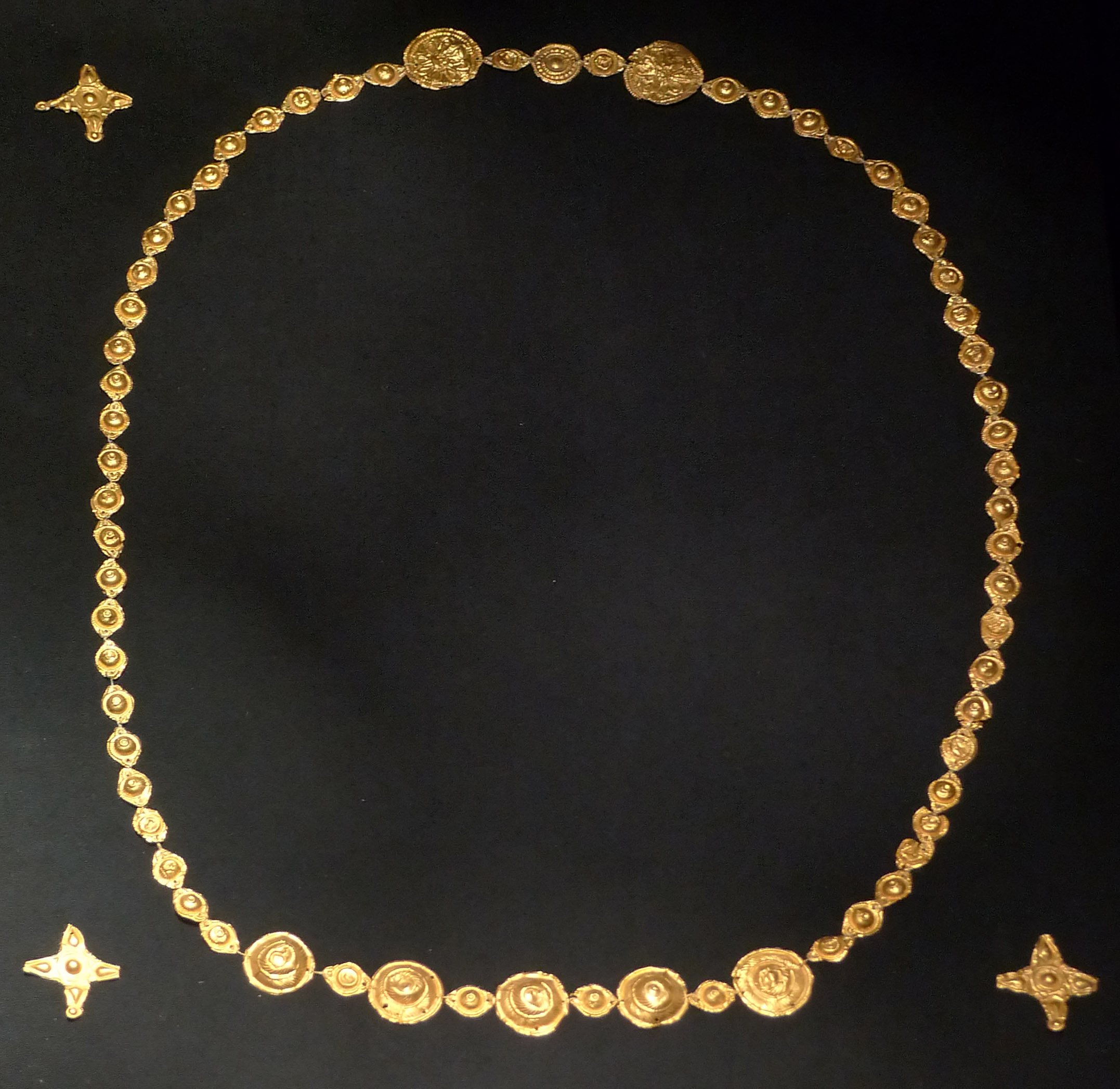
Colier vandal
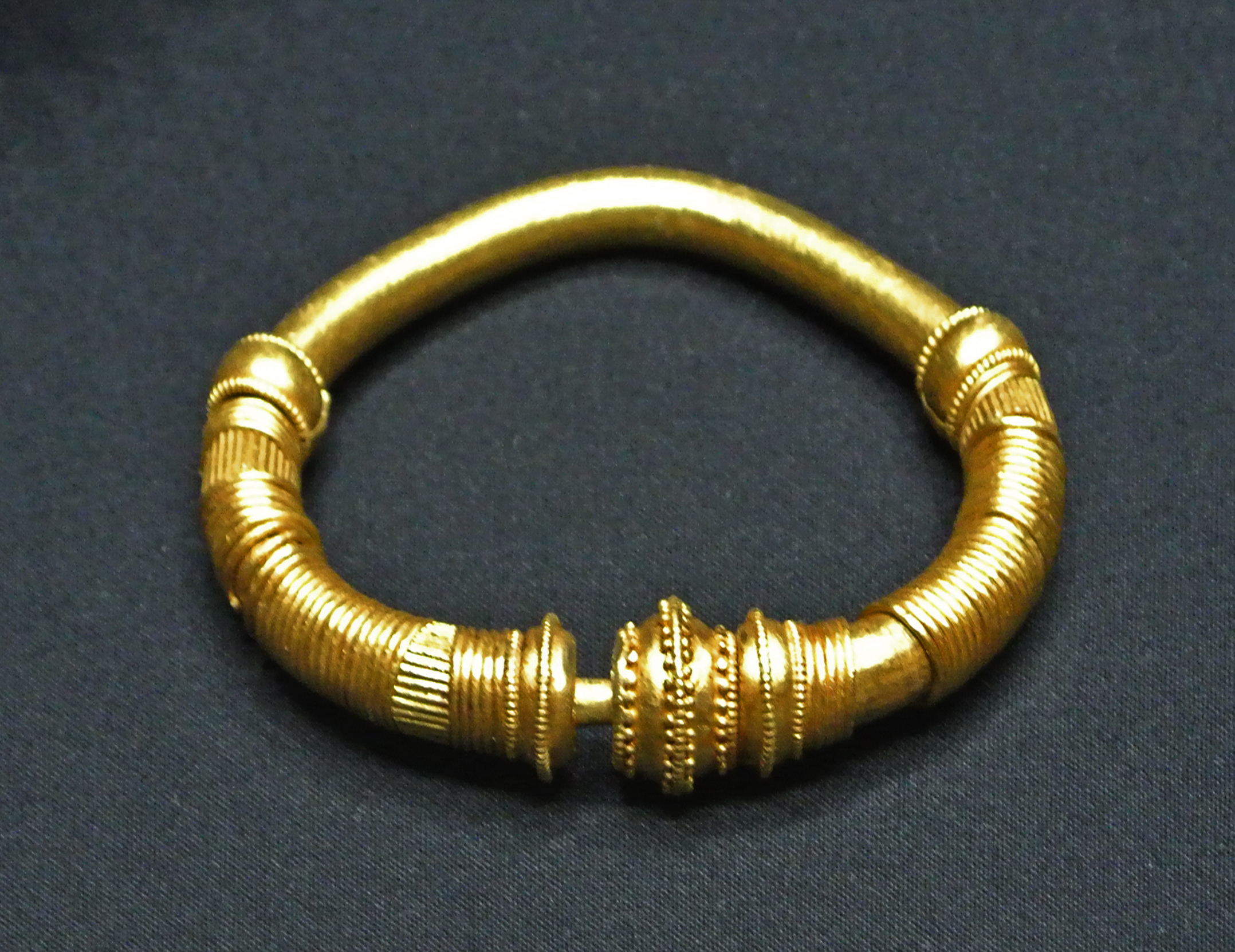
Inel vandal
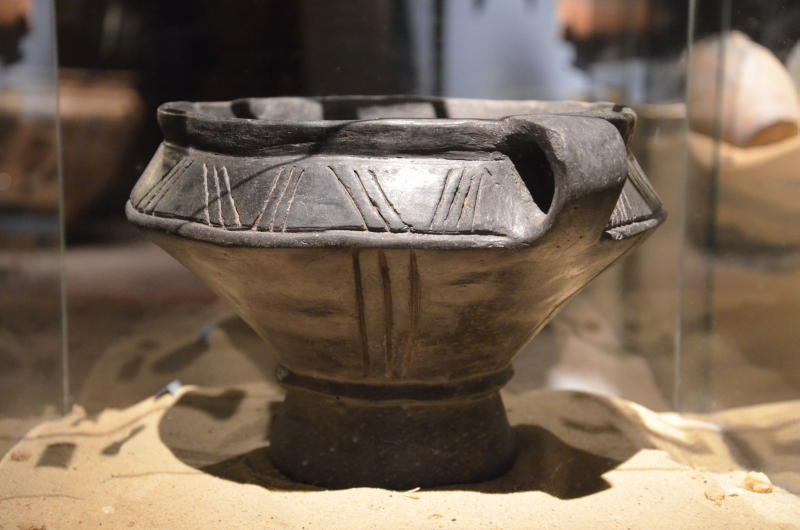
Ceramica vandalica
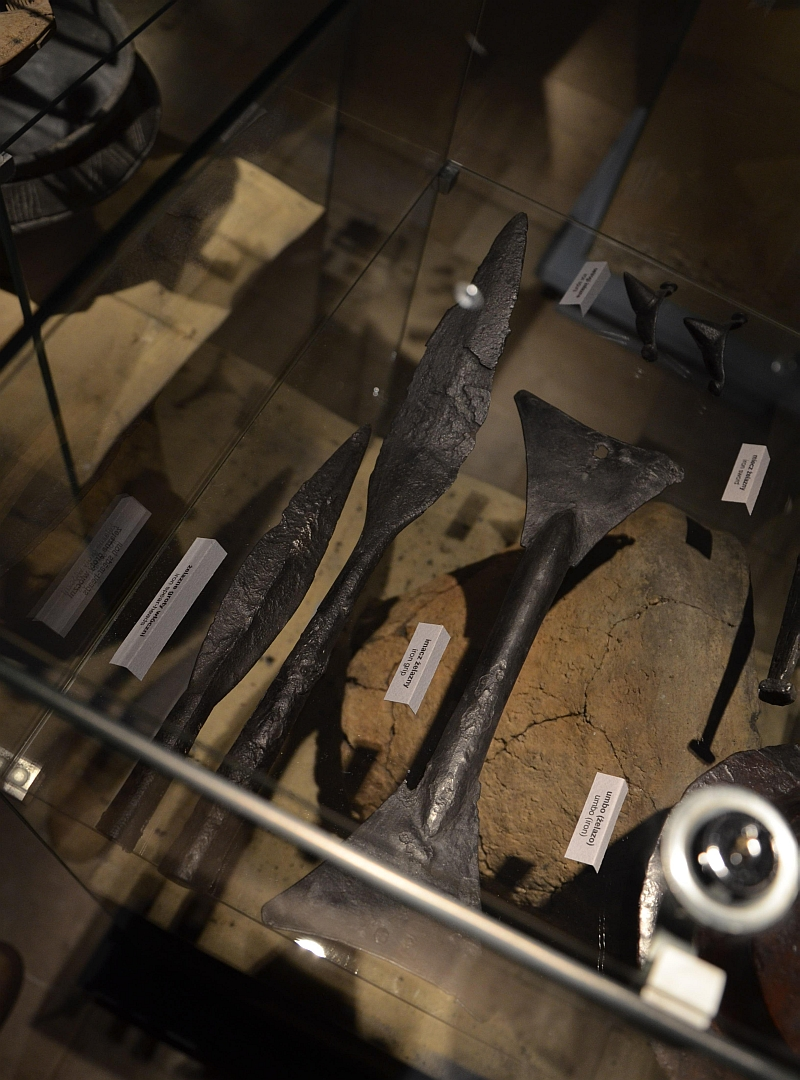
Arme vandale
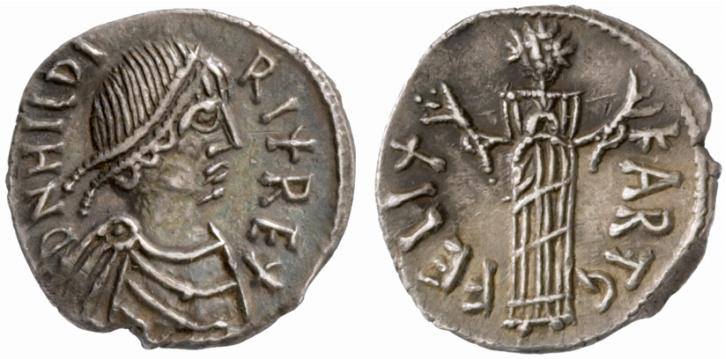
Dinar reprezentându-l pe Hilderic

Nu s-au păstrat legi de la ei. Aveau un mod de conducere care se baza pe forță, neacceptandu-i pe romani în funcții de conducere. Sistemul de organizare provincială a dispărut, instituțiile romane supraviețuind sumar, la nivelul populației locale. Vandalii erau de astfel creștini arianiști. Genseric s-a ocupat cu atacarea și jefuirea teritoriilor învecinate, a Italiei și insulelor mediteranene. 

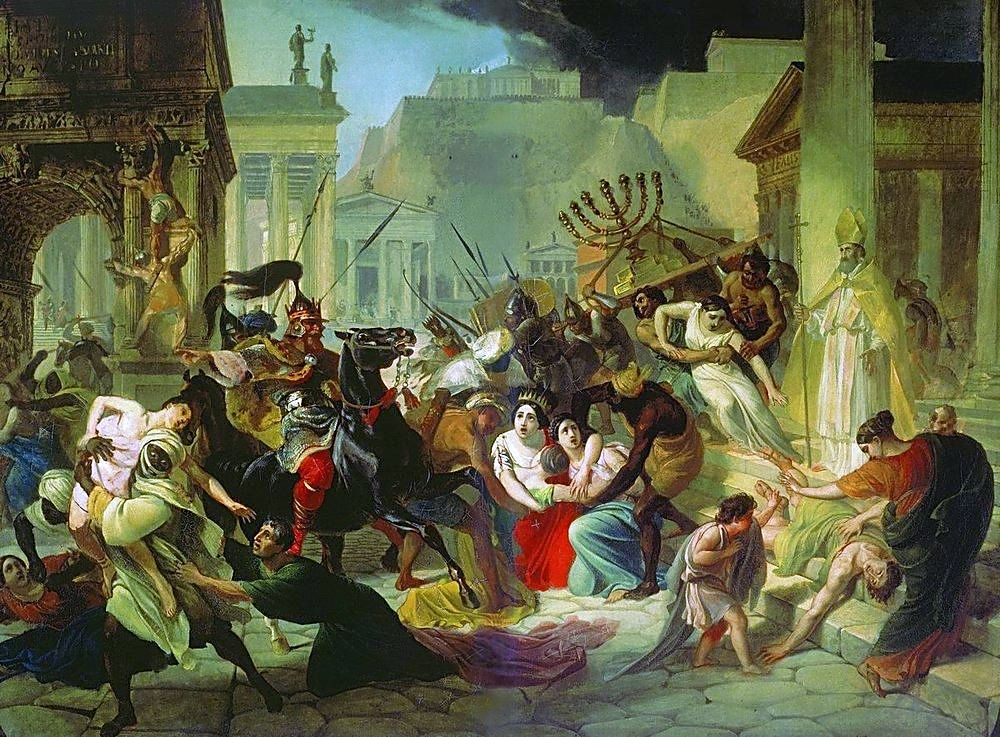
Genseric jefuieste Roma

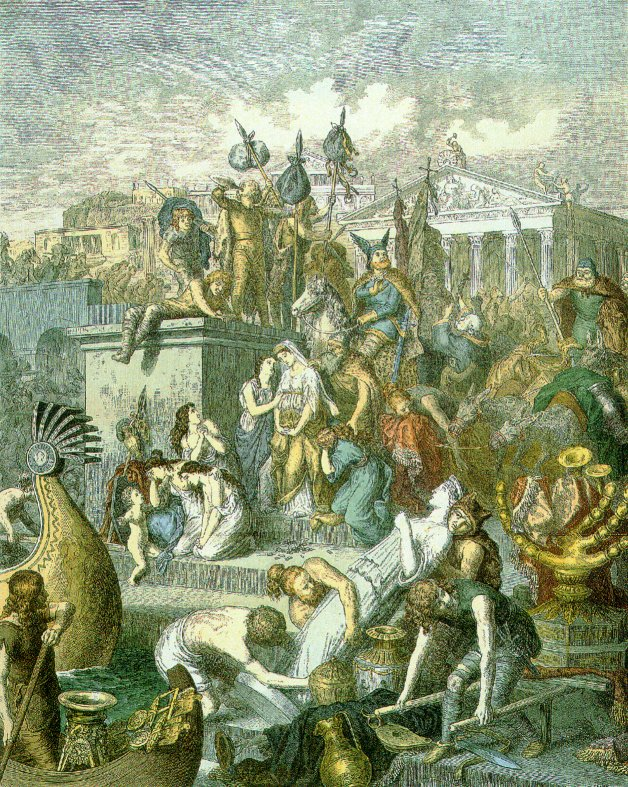
Jefuirea Romei

În 455, Roma a fost jefuită de vandali. După moartea regelui vandal, vandalii s-au liniștit, iar romanizarea a debutat. Regele Hilderic a apelat la sprijinul împăratului bizantin de la Constantinopol și a renunțat la poolitica împotriva creștinilor non-arieni. Dar a fost înfrânt într-o bătălie purtată împotriva maurilor și întemnițat și înlocuit de Gelimer. S-au iscat dispute interne, iar construcția politică vandalică a fost cuprinsă de fragilitate. Împăratul Iustinian a cerut reinsalarea lui Hilderic, dar a fost refuzat. 
În 533-534, nordul Africii a fost ocupat de forțele bizantine ale generalului Belizarie. Gelimer a fost capturat și deportat cu o parte din războinicii săi în Asia.
Dar efectele cuceririi vandale asupra Africii au fost negative și au continuat să se mențină, românitatea suferind o gravă lovitură, recuperarea bizantină pregătind terenul pentru cucerirea arabă. 

### Burgunzii

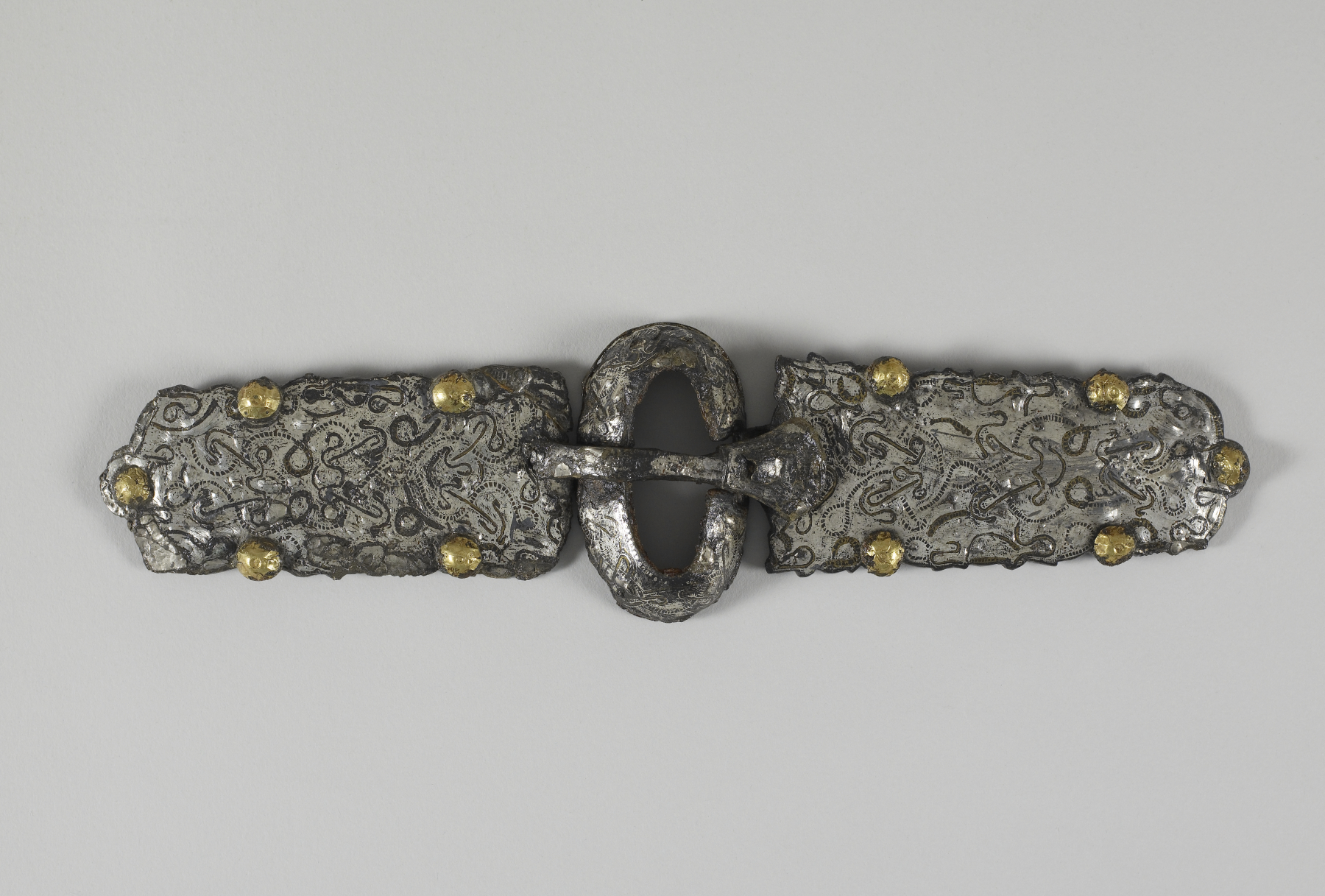
Catarama la curea

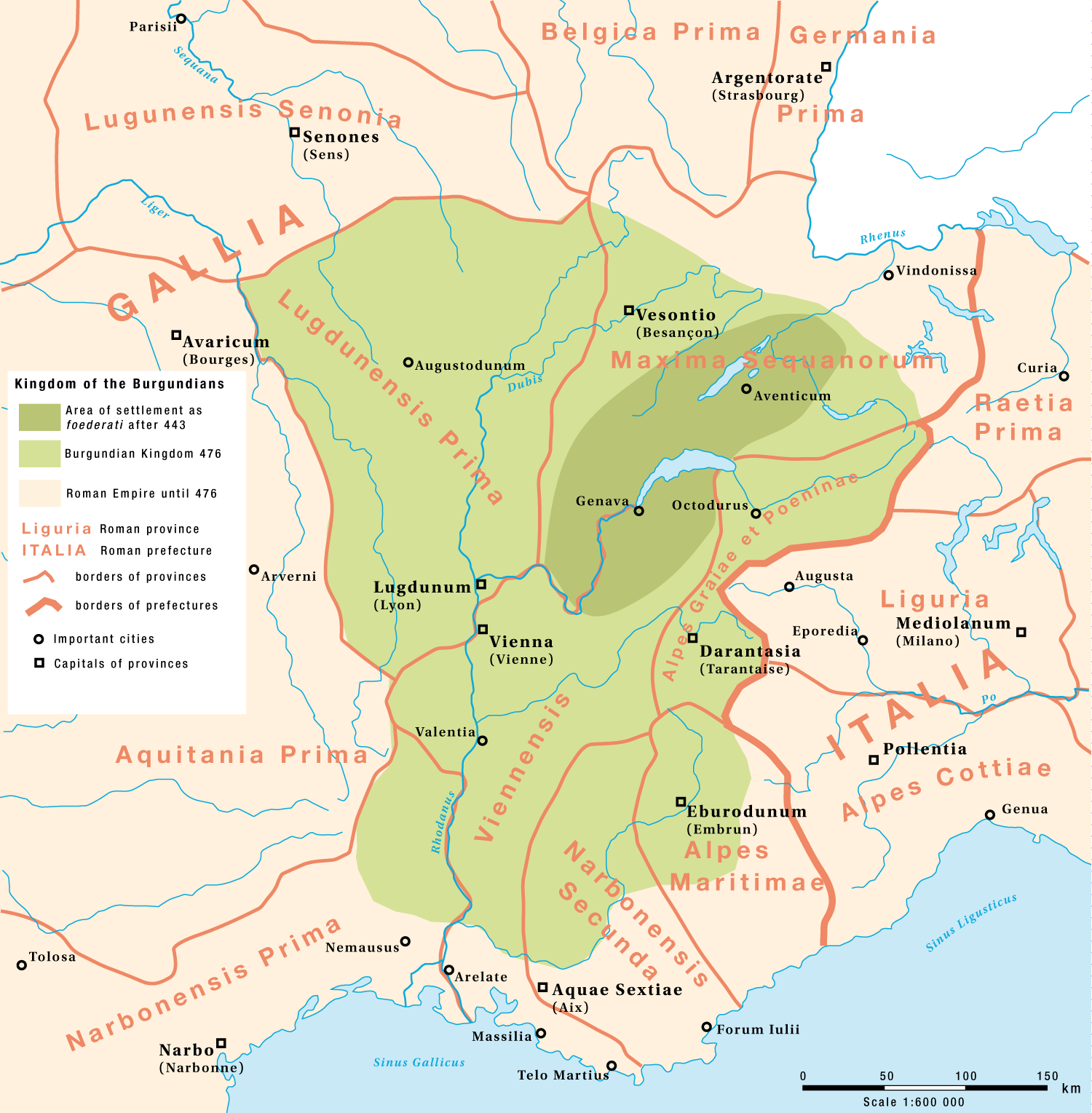
Regatul Burgundian

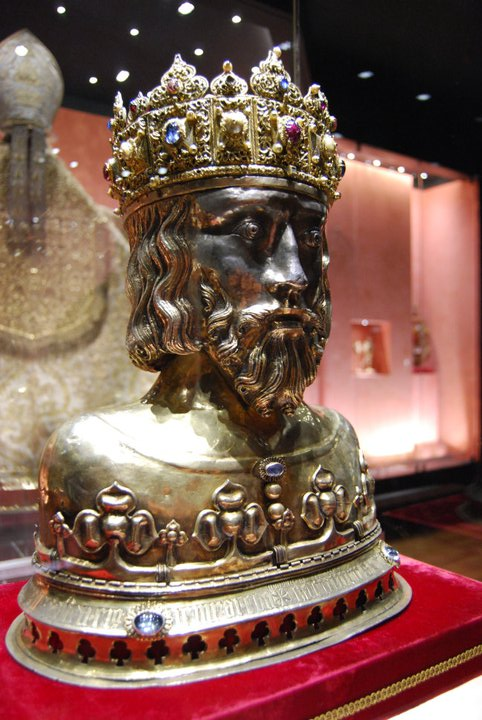
Sigismund al Burgundiei

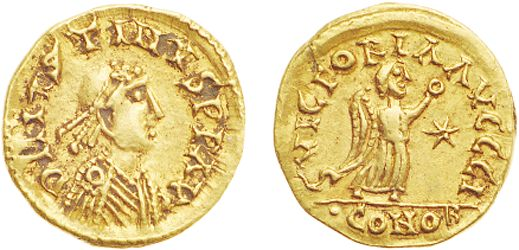
Moneda "tremissis" cu Sigismund

În 406, burgunzii proveniți de pe Vistula mijlocie, au ajuns la vest de Rin, în regiunea din aval de Koblenz. În 411, au intrat în serviciul uzurpatorului roman Jovinus, iar în 413 au încheiat un foedus cu Honorius. 
Aceștia au încercat să se extindă în Belgia, ceea ce a atras ostilitatea generalului Flavius Aetius, care i-a ridicat pe huni împotriva lor, pentru a-i ține departe de Galia Nordică. A decis așezarea burgunzilor în estul Galiei pentru a se lupta cu alți germanici, alamanii. În 443, burgunzii au încheiat cu romanii un alt foedus avantajos, așezându-se în Sapaudia, în partea franceză a Elveției de azi și în sudul Munților Jură de lângă Geneva. I-au sprijinit pe romani în lupta împotriva lui Attila, iar în 456 au luptat împotriva suevilor din Spania. Au ocupat Lyonul și s-au extins în regiunea Ronului spre sud, preluând Die în 463 și Vaison în 474, și Langres în 485. Regatul burgund se întindea de la Champagne, în sud, până la Durance și Alpii Maritimi. 
Regele rezidă la Lyon, iar moștenitorul său la Geneva. Regatul cuprindea două populații: germanici și romani. În privința religiei, familia regală burgundă nu era nici arianista, nici catolică. Regii erau arieni, iar soțiile lor erau catolice. 
Hilperic I, fondatorul regatului de la Lyon, era arian și s-a căsătorit cu o catolică. I-a protejat pe călugării din Jura și s-a împrietenit cu episcopul de Lyon. 
Gundobald, nepotul de frate al lui Hilperic și conducător asociat, s-a purtat ca un roman, fiind comandant de rang superior în Italia și moștenitorul patricianului Ricimer. Gundobald a așezat doi împărați pe tron, dar nu a aspirat la un titlu mai înalt decât cel de patricius. 
Populația burgundă număra 80 000 de indivizi în cadrul sistemului hospitilas ce fusese impus prin tratatul de la 443, reînnoit în 456 pentru teritoriile de pe Ron. Burgunzii primeau două treimi din pământuri și o treime din sclavi, împărțind cu romanii jumătate din pământurile defrișate. Nu au primit loturile de pământ, ci doar dreptul de a ridica impozite de pe acestea, și aveau obligații militare față de rege. Așezările burgunde erau concentrate în regiunea franceză a Elveției, în Munții Jura și câmpia râului Saone, fiind rare în Savoia și Burgundia, și inexistente la sud de râul Isere. Limba lor a supraviețuit până în secolul VII. 
Este foarte binecunoscută legea burgundă, ce se adresa populației locale romane, care plătea amenzi că și burgunzii. Căsătoriile mixte erau permise, și toți oamenii liberi puteau să poartă arme. 
Regele avea două titluri: pentru romani era "vir iluster, magister militum /Galliae Patricius", iar pentru burgunzi era "dominus noster rex". 
Când familia regală s-a divizat, profitând de ceartă dintre Gundobald și fratele său, Godegisel, regele francilor, Clovis, a pătruns în anul 500 până la Vienne. În 516, succesorul lui Gundoboald, Sigismund, a îmbrățișat creștinismul oficial și în 517, a convocat un conciliu la Epaon pentru a lua decizii în ceea ce privea eliminarea arianismului și disciplină bisericească. Burgunzii au pierdut regiunea de la sud de Driome și pe cea de la sud de Isere în 523. Regele francilor, Chlodomer, l-a capturat și ucis pe Sigismund. Însă Godomar, fratele lui Sigismund, a preluat tronul și i-a învins pe franci la Vezeronce în 524, domniind până când a dispărut din istorie în 534. Regii franci au ocupat statul burgund, dar au menținut instituțiile locale și etnicitatea regiunii.

## Populațiile asiatice

### Hunii

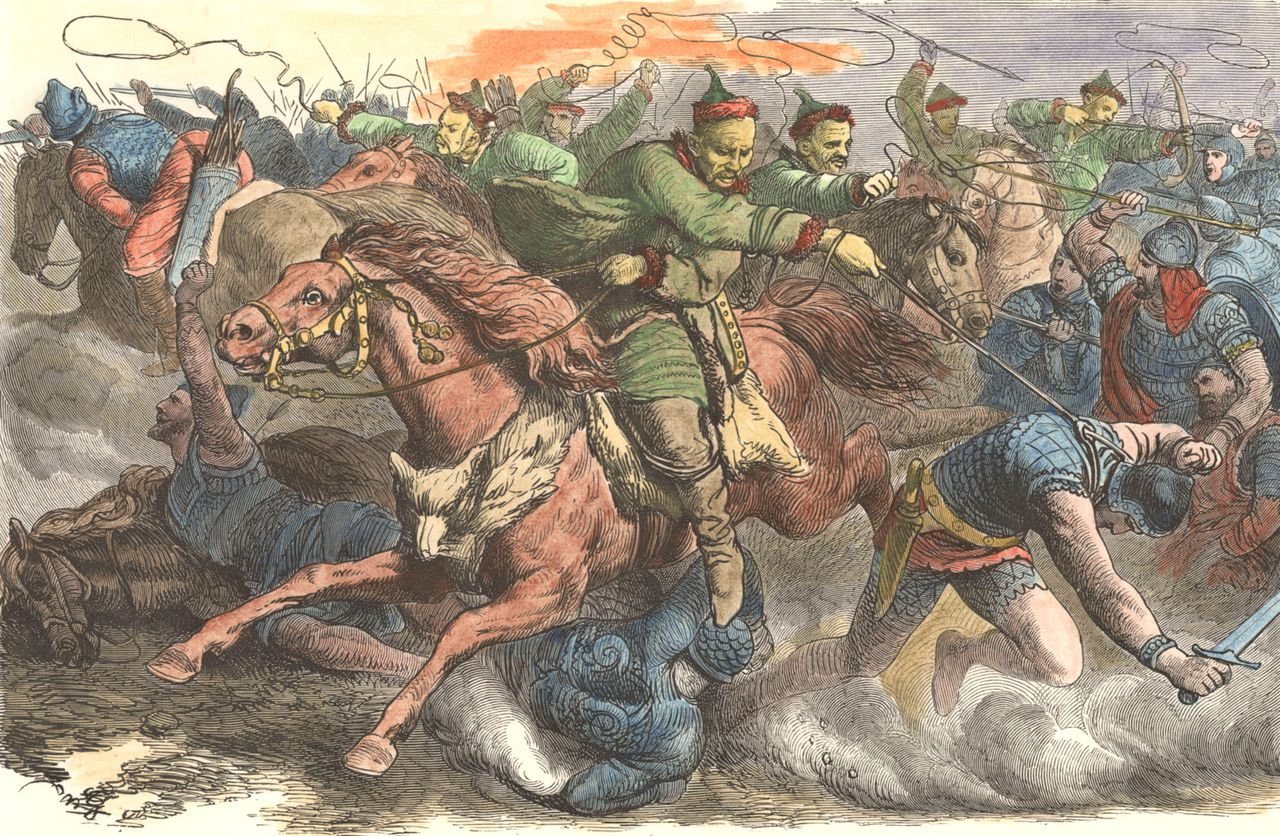
Hunii

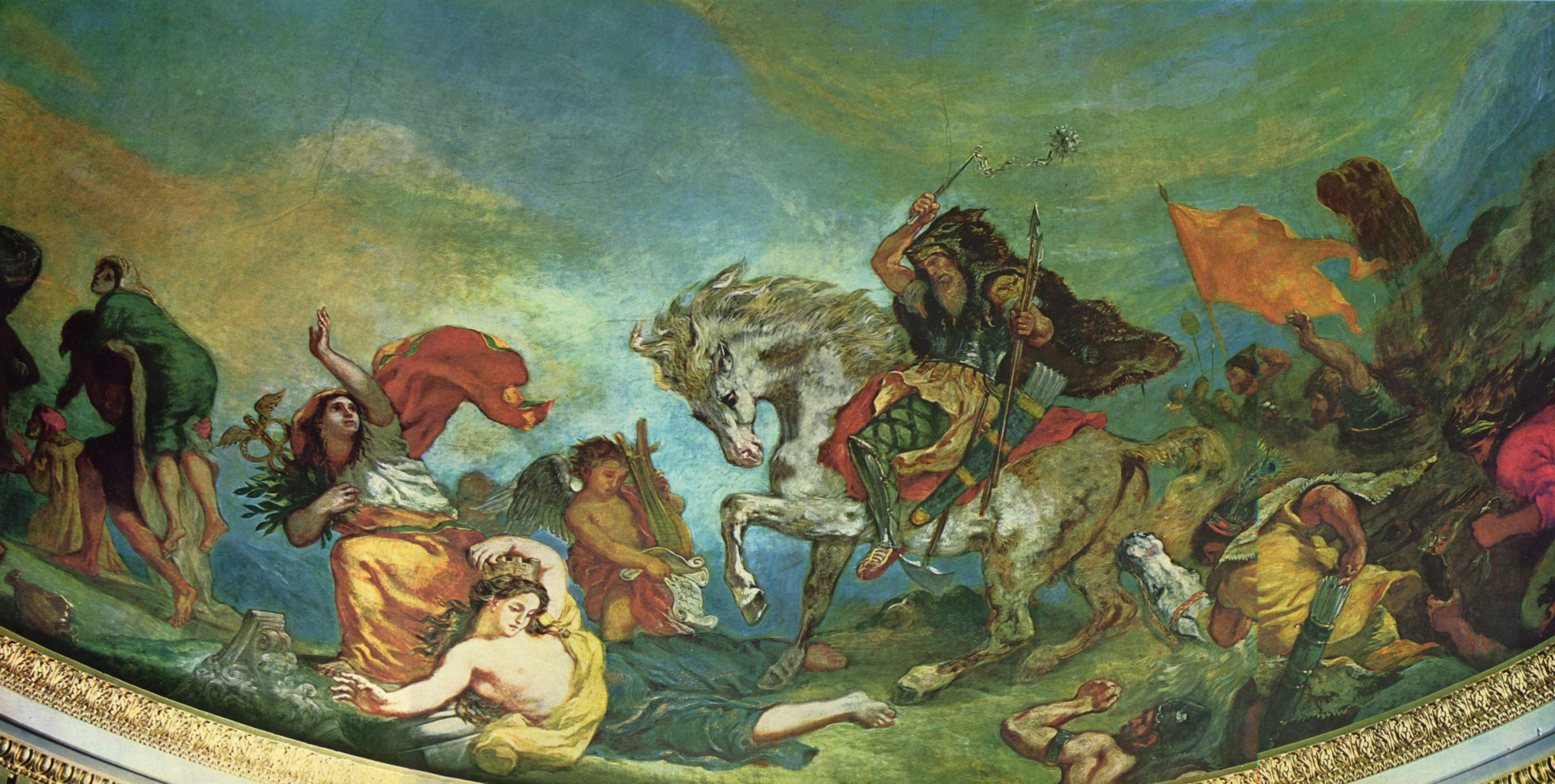
Attila

În căutare de noi pășuni, hunii și-au început migrația, pornind din Mongolia spre vest, în secolul I i.e.n., presați de nomazii tungusco-manciurieni. Ammianus și Eunapius susțin că ar fi apărut dincolo de mlaștinile maeotice și că erau un neam "feroce". După câțiva ani de lupte pentru pământurile fertile din nordul Mării Negre, i-au supus pe goți, o parte dintre aceștia trecând la sud de Dunăre. Treptat, s-au instalat ca putere politică dominantă la nord de imperiu, în 395-397, atacând dinspre Caucaz. La sfârșitul secolului IV, au atacat Europa tot mai frecvent. 
În anii 383-384, Valentian al II-lea i-a plătit pe huni și pe alani să-i atace pe alamani de la frontieră renană. În 388, un grup de huni s-au alăturat goților împotriva lui Maximus. Între 395-400, hunii au provocat dislocări de populație la est și vest de Carpați, ceea ce a marcat începutul trecerii lor lente spre Pannonia, încheindu-se în 420-425. Hunii erau conduși de mai mulți regi, abia în 410 fiind înregistrată o ierarhie internă strictă, regii mici recunoscând autoritatea unui rege superior. 
Campaniile și incursiunile de pradă s-au intensificat în estul și vestul Europei în secolul V. În 408, Uldin, un conducător hun, a organizat o incursiune în sudul Dunării, având succes limitat . 
În vest, în 425-434, hunii au colaborat cu Aetius în Galia pentru a reprima acțiunile grupărilor Bagaudae, vizigotilor și burgunzilor. Hunii s-au extins între timp .
Spre 440, procesul de centralizare a puterii din interiorul neamurilor hunice s-a încheiat, aceștia controlând numeroase triburi, de la Caucaz până la Elba și Dunăre: ostrogoți, gepizi, rugi, sciri, heruli, longobarzi, sarmați, alani și slavi, precum și populația daco-romană din Dacia și cea romanizată din Pannonia. Hunii și-au stabilit în Pannonia centrul confederației
 . 

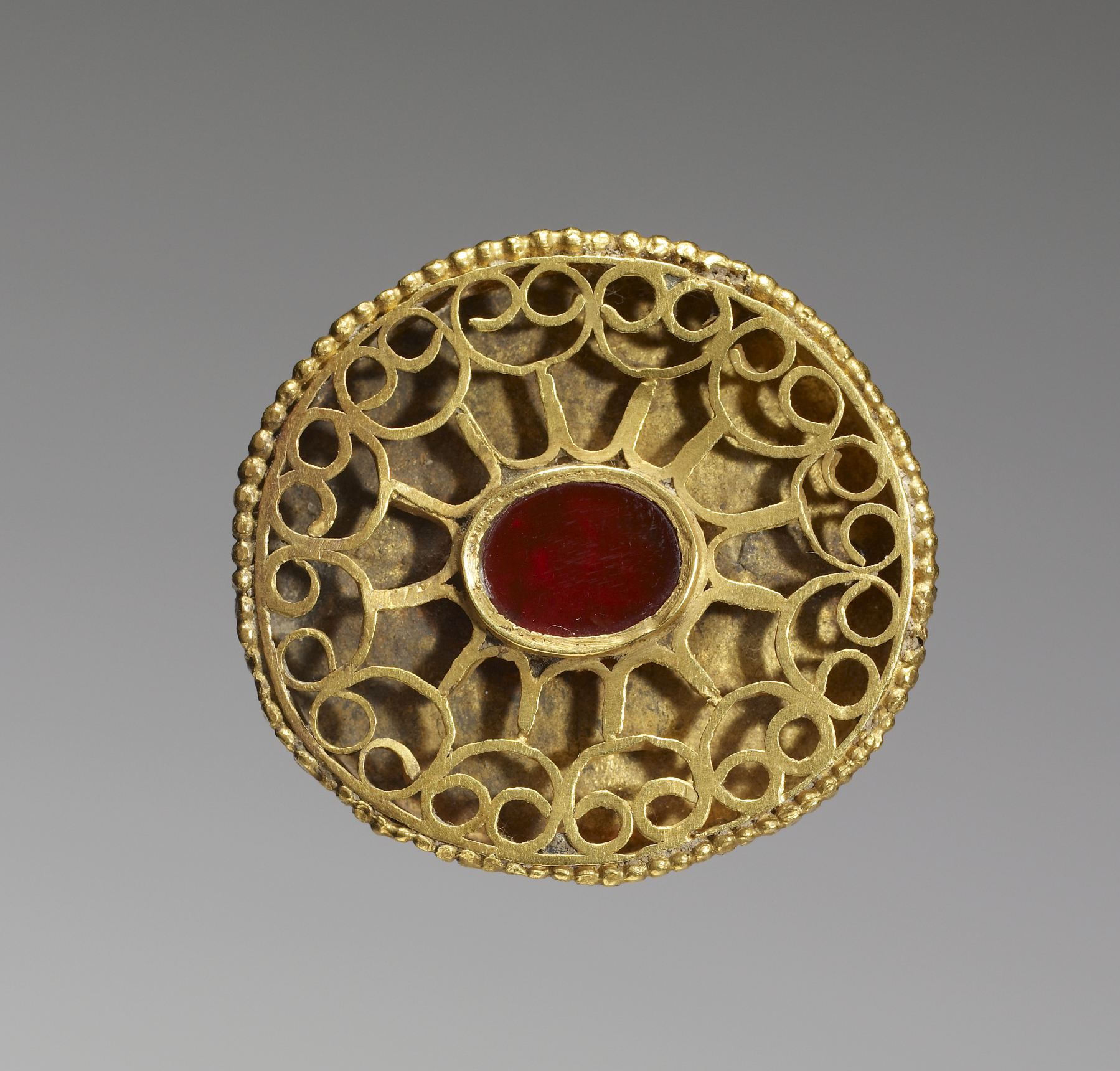
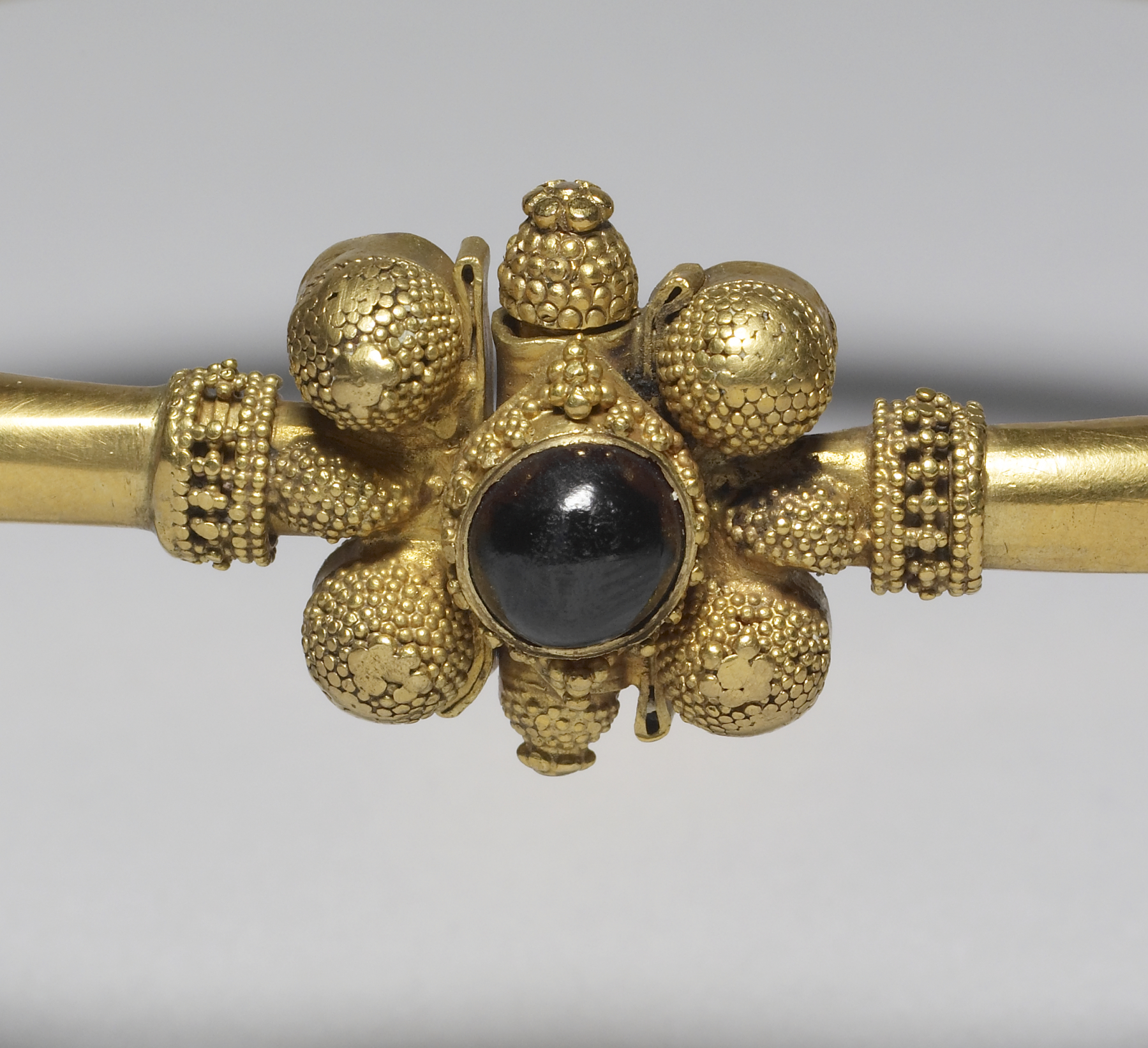
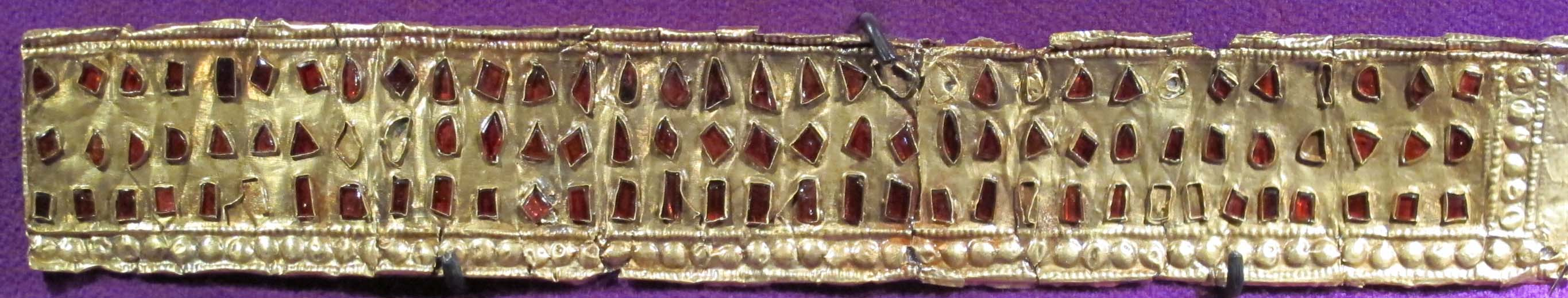
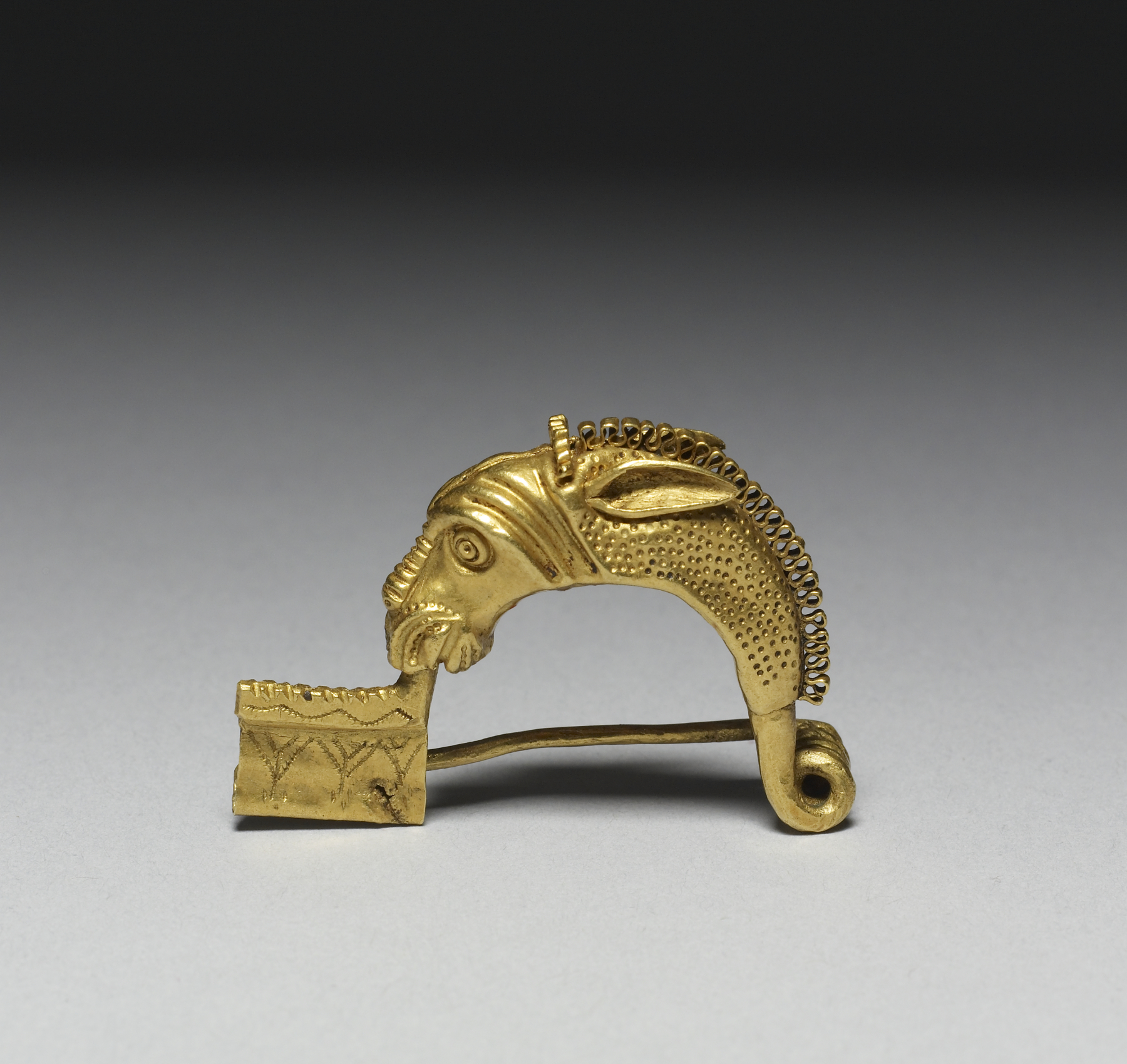
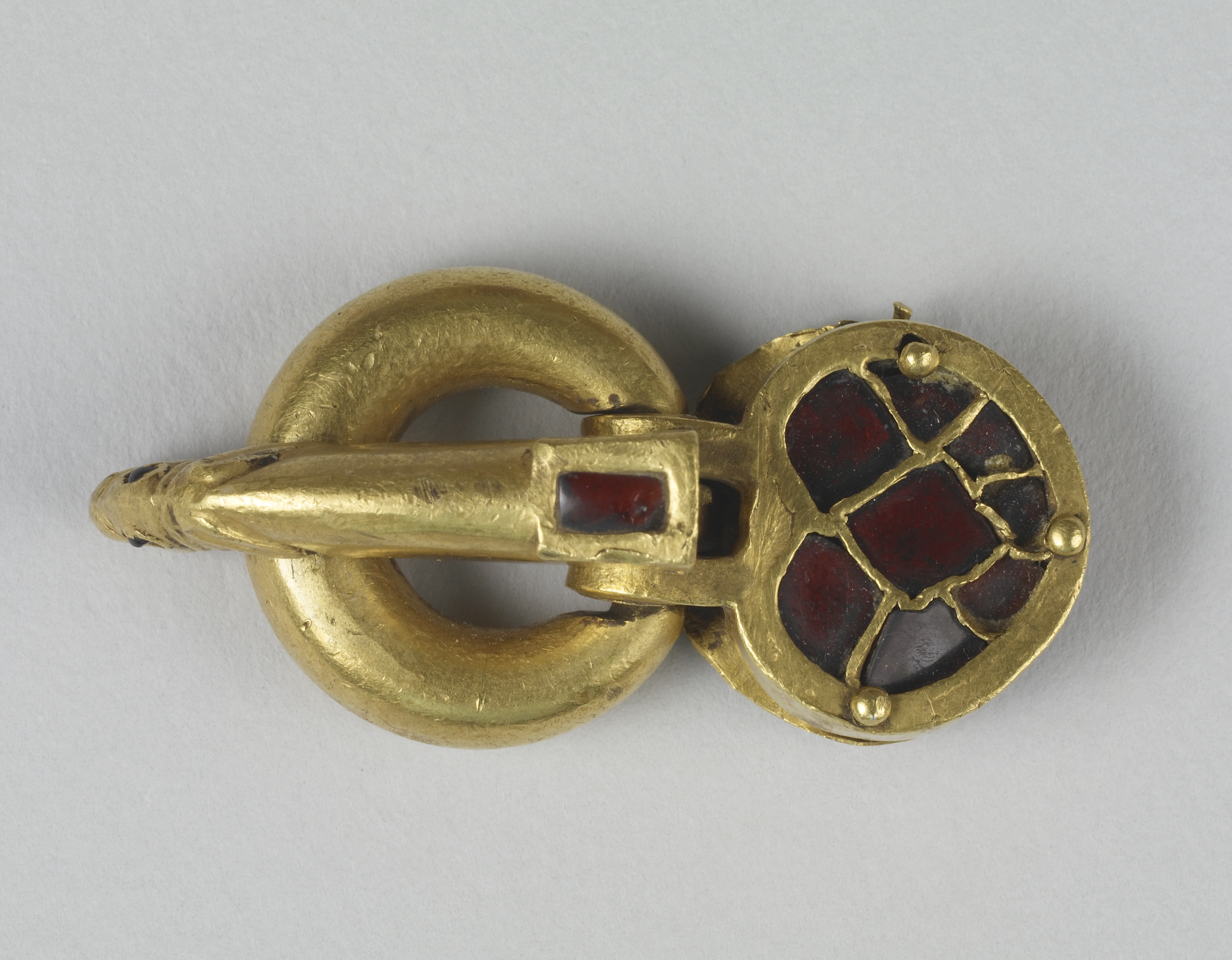
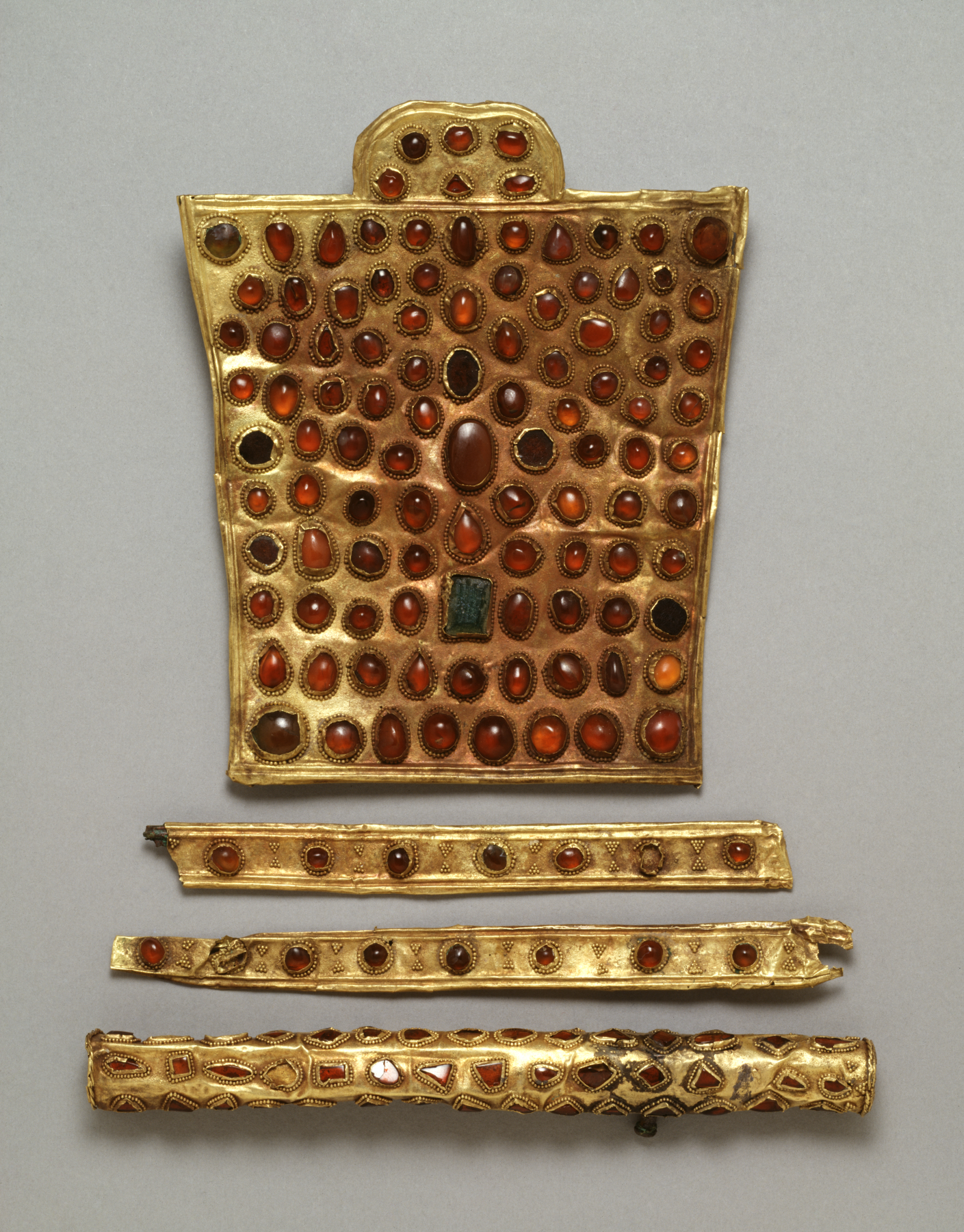

Europa centrală oferise surse reduse de hrană, fapt ce i-a determinat să recurgă la expediții facile de pradă. Hunii s-au specializat în atacarea și extorcarea orașelor și provinciilor, obligându-i pe romani să le plătească tribut. Attila, de exemplu, primea de la romani, între 447-450, 2100 de livre de aur, plus 6000 de livre restante din anii anteriori, plus grânele achiziționate din stipendii sau din jaf. 

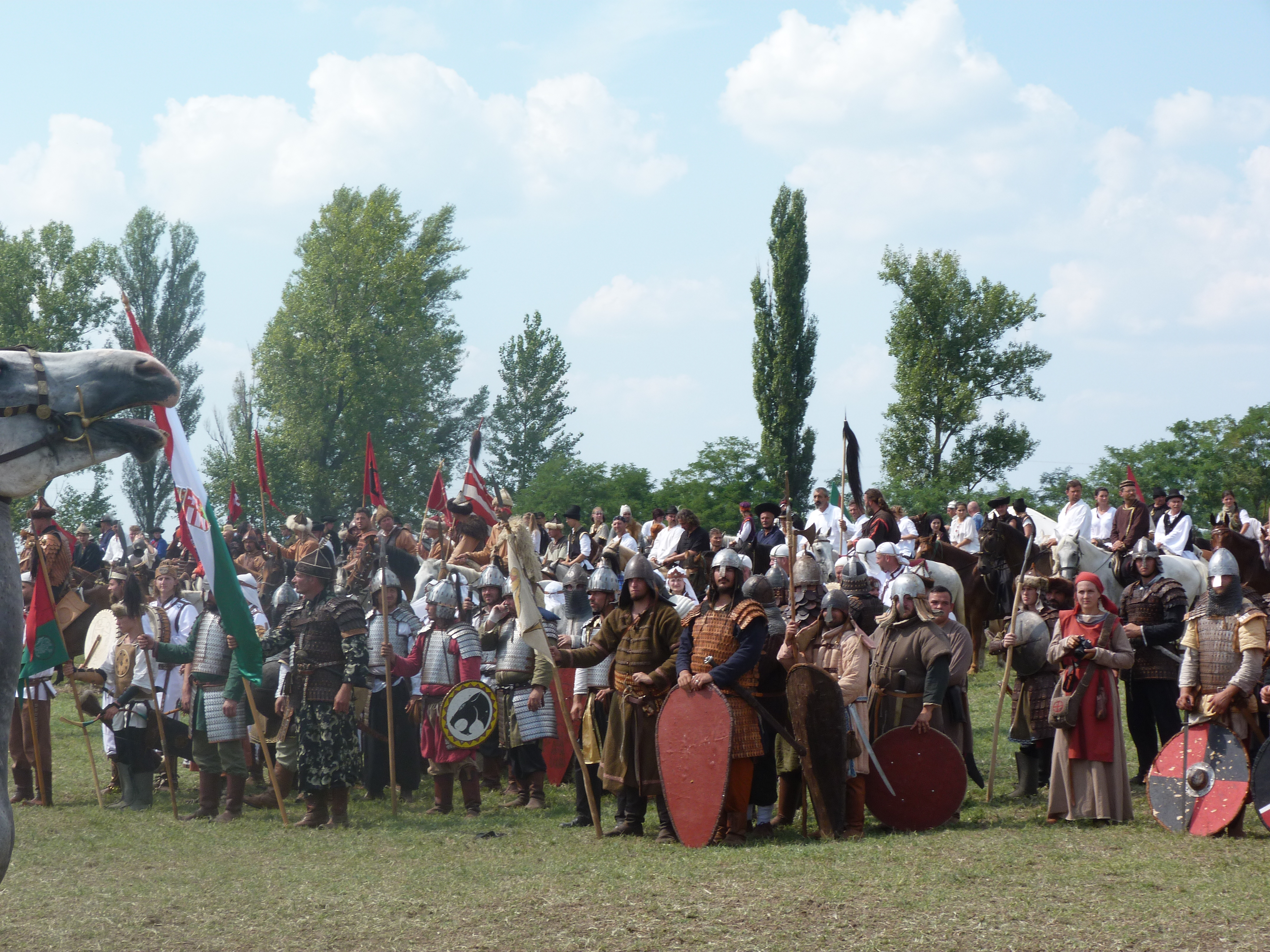
Armata huna

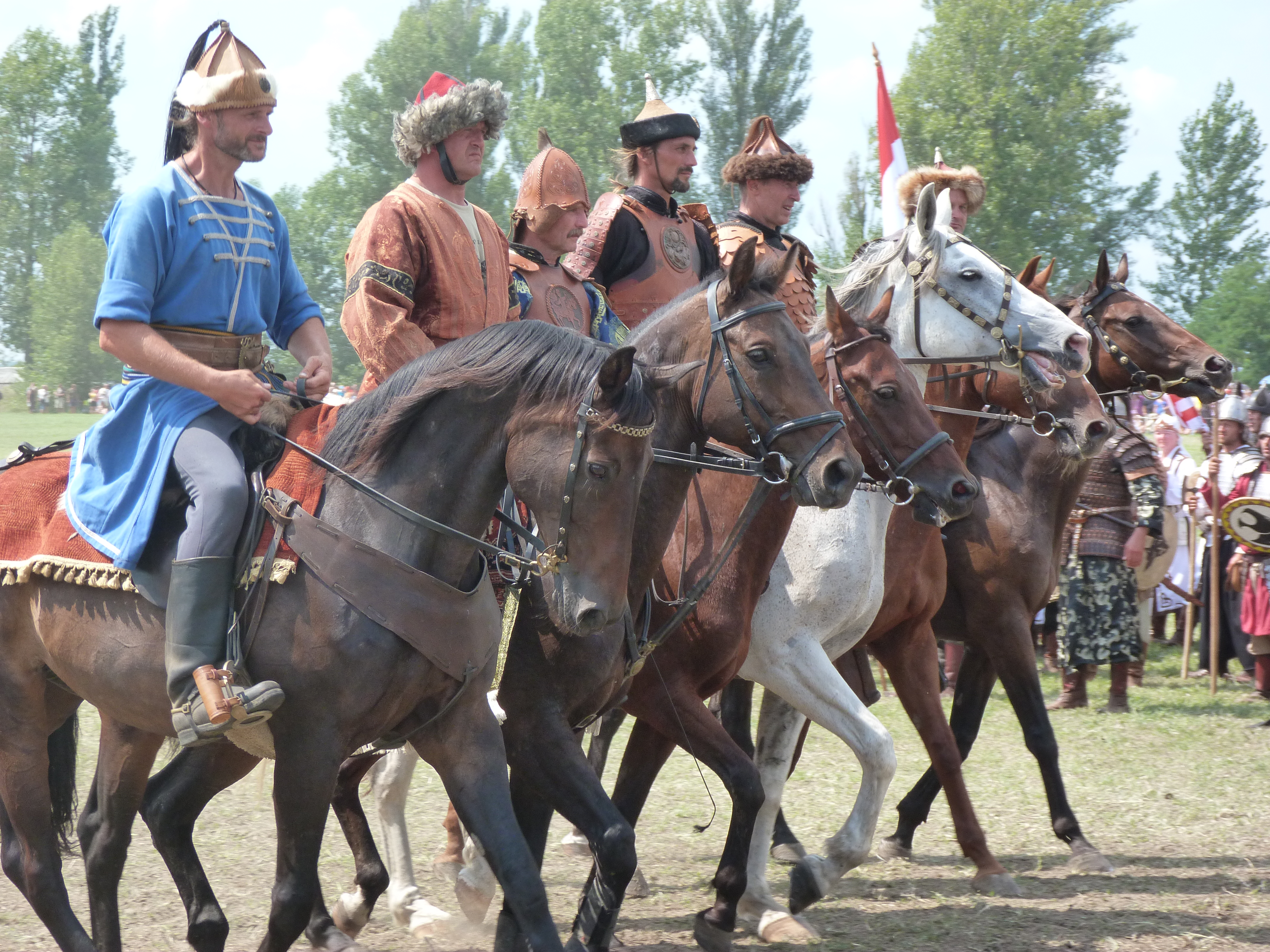
Călăreți huni

Luptele dintre huni s-au încheiat când a început guvernarea fraților Bleda și Attila. Profitând de derută din imperiu, cauzată de cucerirea Cartaginei de către vandali în 439, hunii au declanșat prima lor expediție în imperiu, în 441, ajungând până la Sirmium. În 443, au ajuns în zona Constantinopolului. Au devastat provinciile balcanice și în 447, bizantinii au cumpărat retragerea prin subsidii de aur. 
În 451, conduși doar de Attila, hunii s-au îndreptat către Imperiul Roman de Apus, traversând Rinul și prădând orașele Metz, Reims și Troyes, asediind Orleansul. Dar au fost înfrânți de generalu roman Flavius Aetius și aliatul sau vizigot, Theodoric I, în Bătălia de pe Câmpiile Catalaunice la vest de Troyes. Iordanes scrie că au murit 300 000 de soldați. 
Attila și forțele hunice s-au retras pentru a se întoarce în 452, în Italia, cucerind Milano și Pavia. Dar epidemia de ciumă din rândurile armatei sale și răscumpărarea bănească uriașă oferită de Papa Leon I cel Mare  l-au determinat pe Attila să părăsească Italia și să renunțe la cucerirea Romei. 

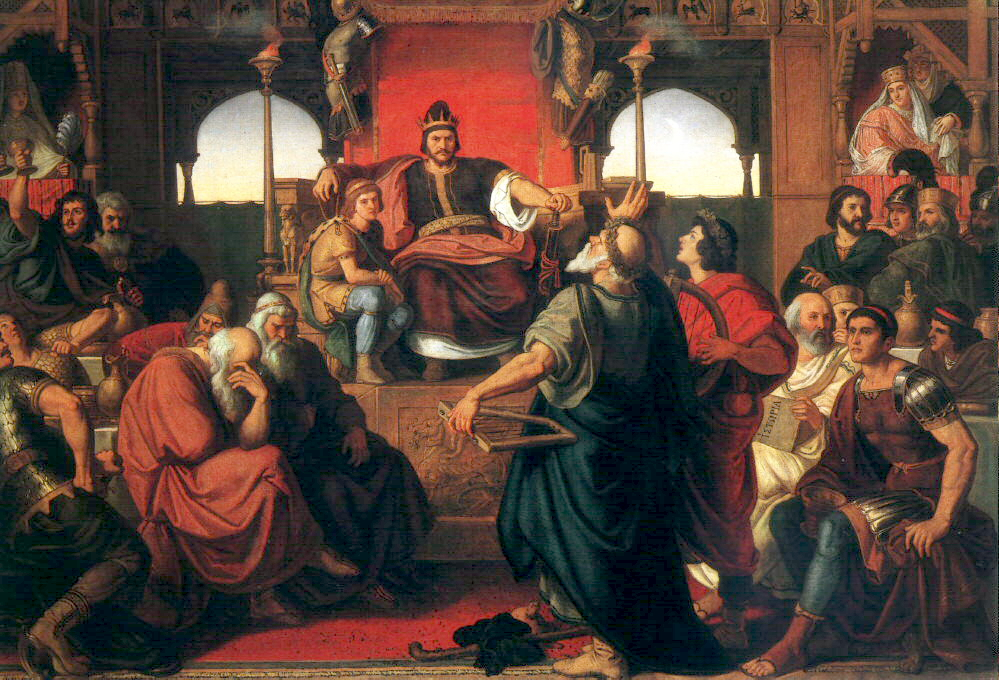
Attila la festivitate

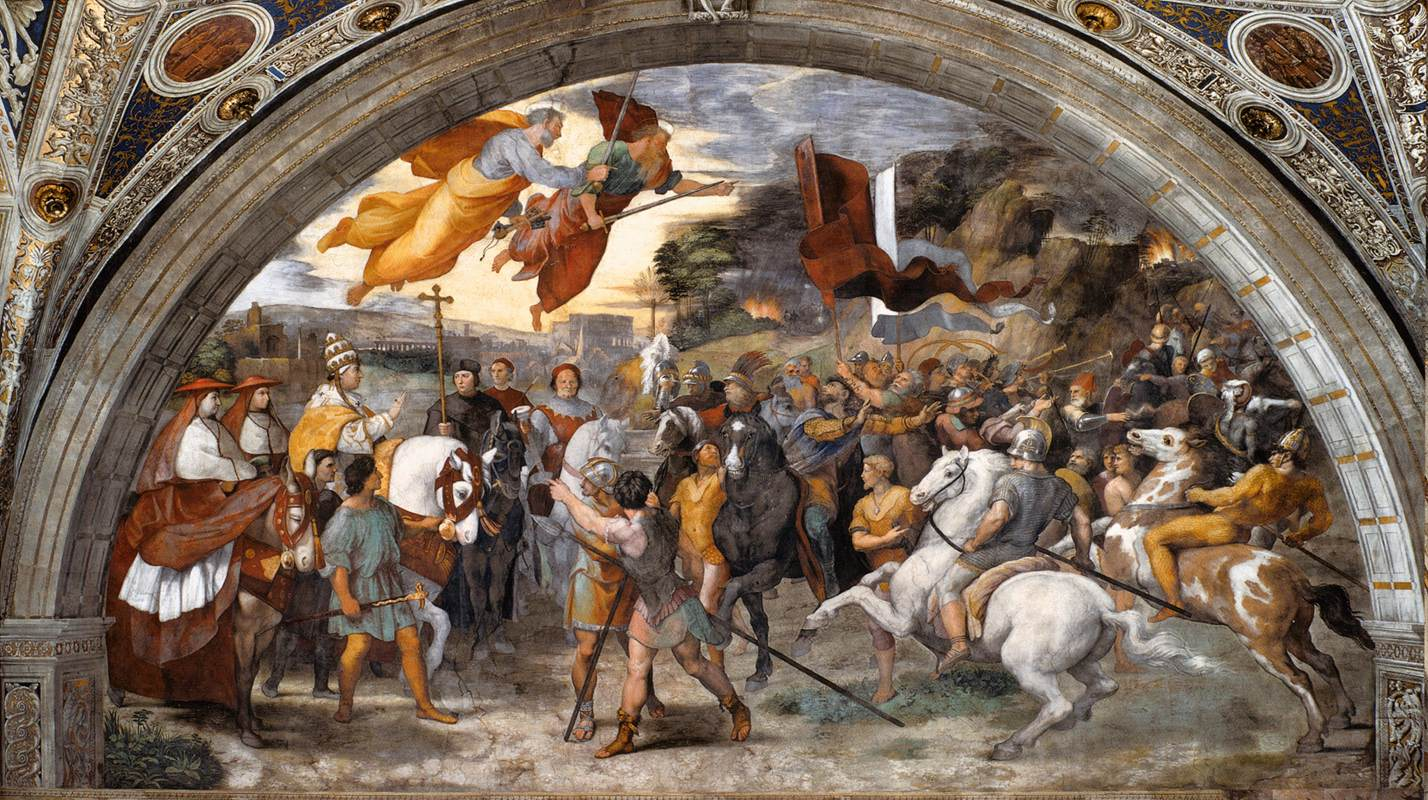
Papa Leon și Attila

În 453, când făcea pregătiri să atace Imperiul Bizantin, Attila a murit în somn. Vastul său imperiu a căzut datorită disputelor interne și răscoalelor. În 455, hunii au fost înfrânți de ostrogoți, gepizi, alani, sciri, heruli și sarmați în Bătălia de la răul Nedo din Pannonia, fiind ucis Ellac, fiul lui Attila. Hunii au fugit în Moesia, pe Dunărea mijlocie, și în nordul Mării Negre. 
Hunii stabiliți în Moesia au mai continuat să jefuiască până când au dispărut din istorie, ultima dată fiind menționați în timpul domniei împăratului Zenon. Ostrogoții s-au stabilit în Pannonia, gepizii pe Tisa și în Transilvania de azi, herulii în Slovacia de azi că foederati, scirii între Dunăre și Tisa, rugii în Austria de azi. 
Chiar dacă pericolul hunic dispăruse, romanii nu au putut evita jefuirea Romei de către vandali în 455. În 454 din ordinul împăratului Valentinian al III-lea,  "ultimul roman", Flavius Aetius este asasinat. 

### Alanii
Alanii, de origine iraniană, a căror regat din regiunea Mării Caspice a fost distrus de huni în 375, au rătăcit în bande în Europa de Vest, ajungând și în nordul Africii, aliați cu diverse triburi. Au traversat Rinul, dar după 406, s-au despărțit în grupări diferite. Un grup, condus de regele Goar, a intrat în serviciul romanilor, în regiunea Rinului și în centrul Galliei. Un alt grup, sub conducerea lui Respendial, s-a alăturat vandalilor care i-au urmat până în Spania, în 409. Alții au rămas în regiunea Ronului, lângă Valence, sub conducerea regelui Sambida. Au fost încartiruiți pe cursul mijlociu al Loarei pentru a-i opri pe vizigoți și pe huni. 
Au intrat în Spania în 409, în regiunea Vendome, iar în 411, au primit Lusitania și Carthaginiensis. În 418 și-au pierdut independența din cauza vizigotilor trimiși de romani împotriva acestora. Resturile alanilor s-au aliat cu vandalii, pe care i-au urmat în Galicia, Andalusia și în Africa. Au fost asimilați în cele din urmă.

## Consecințe

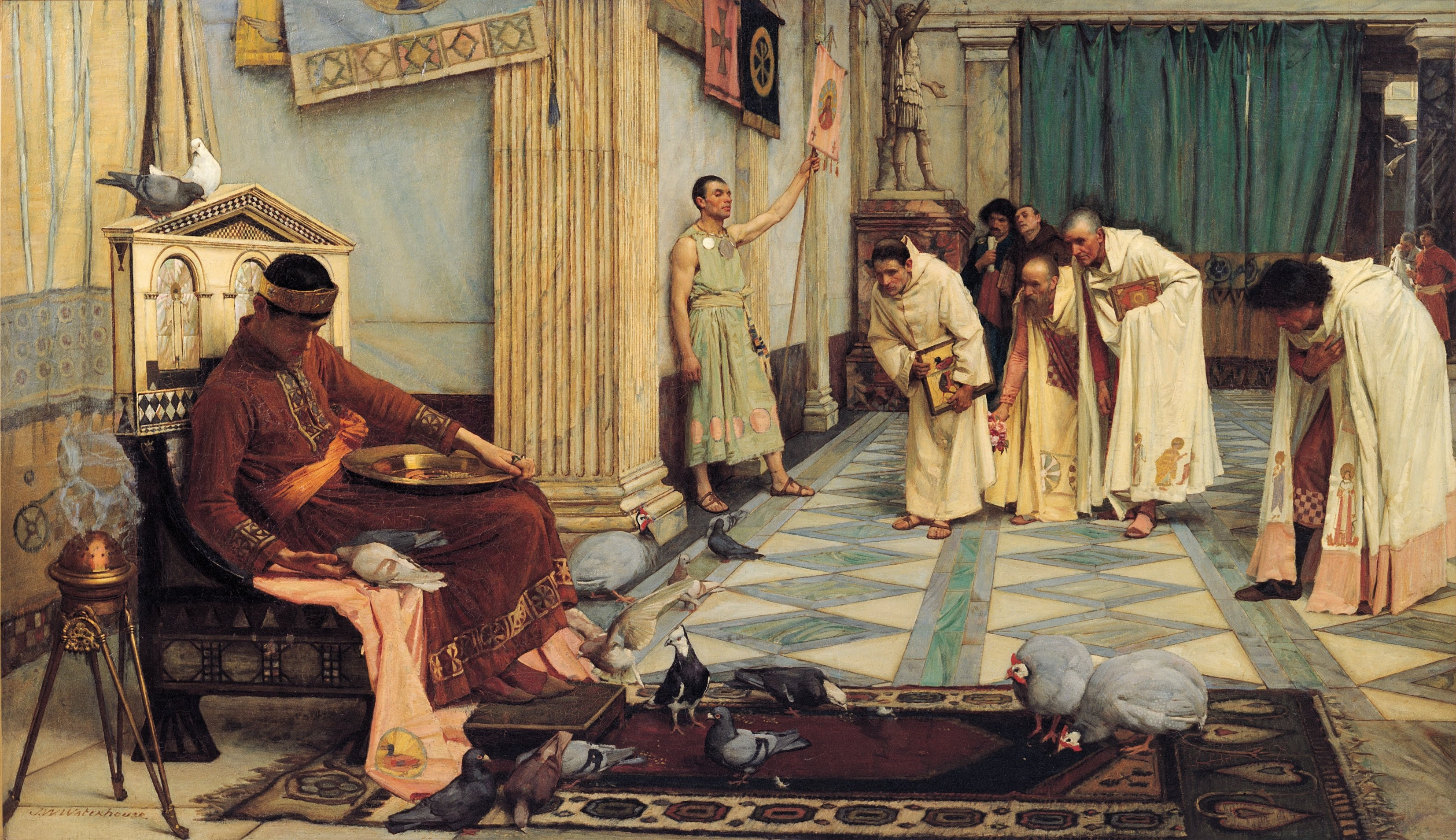
Favoriții împăratului Honorius

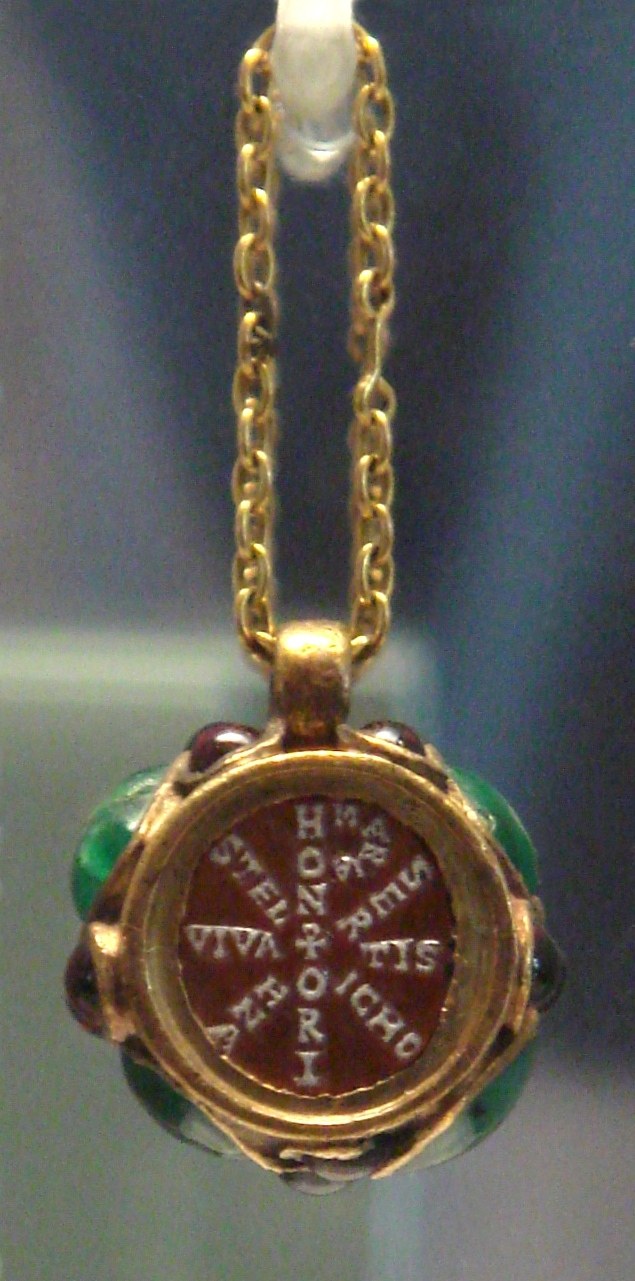
Pandantiv creștin al Mariei, fiica lui Stilicon

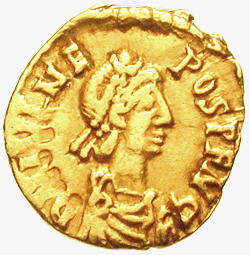
Iulius Nepos - solidus (monedă) din secolul V

Până în 410, Imperiul Roman a rezistat atacurilor populațiilor migratoare având de partea sa superioritatea logistică, tactică și tehnică. Dar criză internă, lipsa de coeziune a politicii împăraților, succesul și pătrunderea în interior a goților și integrarea acestora în societate și atacurile hunilor au slăbit imperiul, pe partea de Apus.
Împărații au pierdut loialitatea elitelor locale ce s-a orientat spre noii factori de putere. După dispariția imperiului hunilor, ultimii împărați romani de Apus, lipsiți de instrumentele necesare controlării goților din imperiu, au încercat să-i includă în corpul politic roman, prezența goților în armata romană fiind un fapt obișnuit, mulți reprezentanți germanici ca vandalul Stilicon, suevo-goticul Ricimer, francul Arbogast ajungând în funcții înalte. 
Goții au reușit să controleze instituția imperială în ultimele două decenii de existența. Ultimii împărați, printre care Majorian și Anthemius au încercat să revitalizeze prestigiul imperial prin recucerirea Africii vandale, dar fără succes. Provinciile manifestau tendințe de autonomie după sute de ani în care s-au aflat sub control roman. După 450 , Imperiul Roman de Apus s-a redus doar la Italia. Britania a fost abandonată, în Africa romană s-au instalat vandalii, în Spania s-au instalat vizigoții și suevii, Galia a fost împărțită între vizigoți, burgunzi, alamani și franci, iar Pannonia a fost stăpânită de ostrogoți, toți aceștia aflându-se sub conducerea unor căpetenii, ce depindeau nominal de imperiu în calitate de "foederati", noile formațiuni fiind regate romano-germanice de sine stătătoare. 
Aristocrația romană din regiunile periferice ale statului roman s-au orientat către colaborare cu noii stăpânitori. Imperiul Bizantin a încheiat pace cu vandalii din Africa, trimițând semnal Imperiului Roman de Apus că Constantinopolul nu mai putea furniza ajutor. 
Afectat de invazii și nesiguranță, peturbat economic, cu o conducere lipsită de autoritate și fără armata, Imperiul Roman nu mai funcționa, instituția imperială nemaifiind relevanță. Drepturile împăratului roman Iulius Nepos au fost contestate de Orestes, comandantul armatei din Italia, ce și-a proclamat fiul, Romulus Augustus, împărat, în 475. 
În august-septembrie 476, lipsa banilor pentru plata trupelor din Italia a generat o răscoala a mercenarilor rugi, sciri și heruli, conduși de scirul Odoacru. Orestes a fost asasinat, iar Romulus Augustus a fost detronat și exilat în Campania. Odoacru, ales că rege de către soldații săi, a trimis însemnele imperiale la Constantinopol și, prin acest gest, a recunoscut autoritatea împăratului bizantin, care l-a acceptat că reprezentant al sau pentru Italia, cu titul de "patricius".

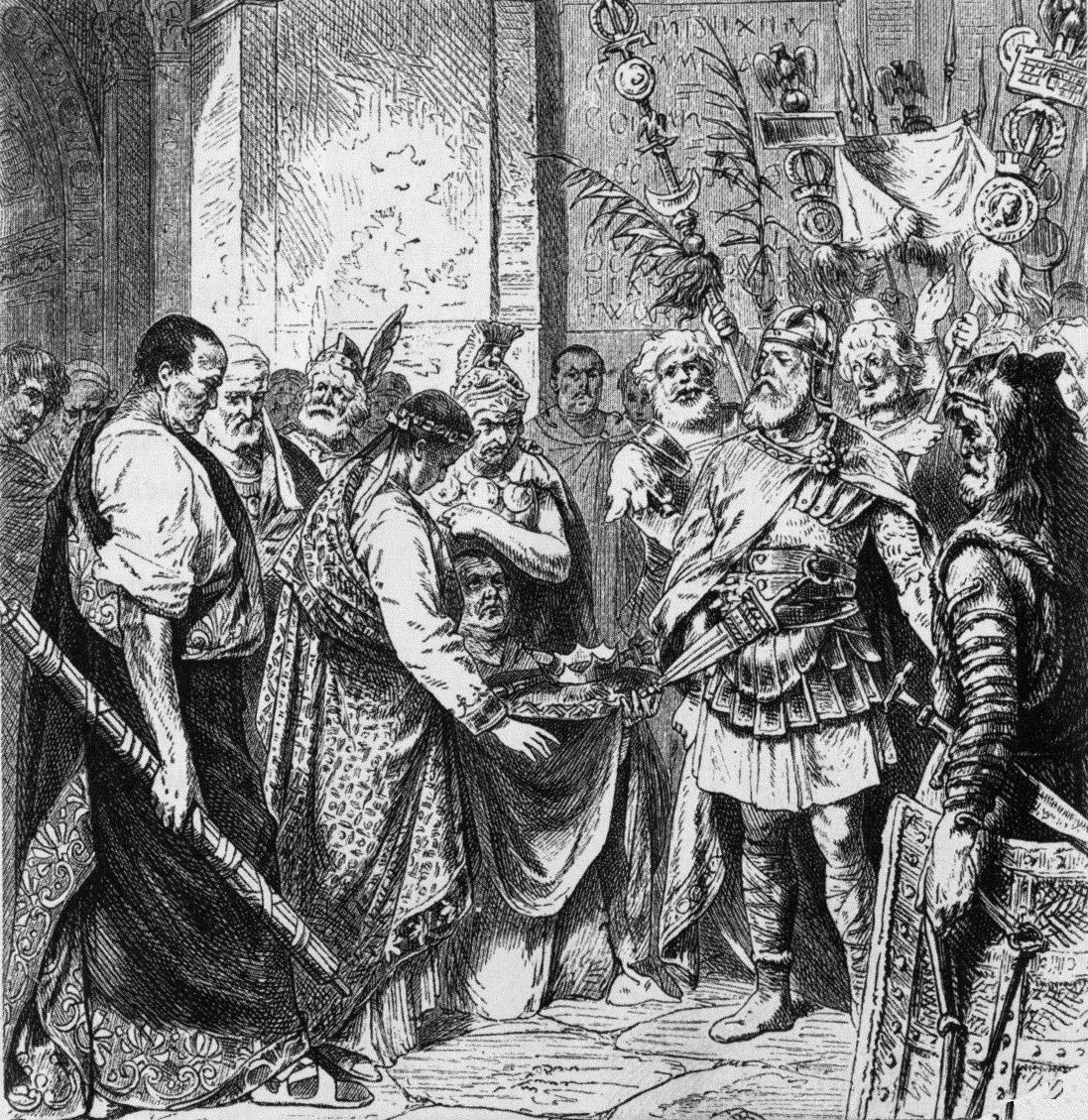
Romulus Augustulus îi predă coroana lui Odoacru

Dată de 4 septembrie 476 pare să fie astfel momentul de final al existenței Imperiului Roman de Apus. Însă schimbările din Italia nu au fost resimțite de contemporani. Puterea politică se află sub controlul conducătorilor militari, care nu mai erau subordonați nominal decât împăratului bizantin, ce numea un consul anual. Biserica și Senatul și-au menținut existența. Senatul chiar a primit de la Odoacru dreptul de a bate moneda de bronz, și apoi, noul conducător a fost implicat în alegerea papei Felix al III-lea. 
Imperiul Roman, ca formațiune ce reunea un centru decizional, cu armata profesionistă, cu mecanisme de colectare a taxelor, de emitere a monedei, de îndeplinire a procedurilor juridice, a încetat să mai existe. Dar structurile locale romane nu au dispărut, ci au fost preluate de noii stăpânitori. 
În fiecare regiune a fostului imperiu s-a realizat o sinteză ce a înglobat elemente preluate din ambele direcții, romanică și germanică, impunându-se o civilizație nouă, diferită de cea clasică sau de cea germanică anterioară secolului al V-lea. Nu se poate vorbi de o "cădere" a Imperiului Roman, ci de o profundă "transformare". 
Migrațiile nu au încetat din secolul al V-lea, ci au continuat după anul 1000, alte populații, de origine europeană (slavii, normanzii) sau asiatică (turanicii), străbătând continentul și stabilindu-se aici, contribuind la formarea altor popoare și state.

## Concluzii
Este greu să tragi concluzii generale fără a degenera în truisme. Rolul barbarilor, în speță al valului germanic, a fost deosebit de important pentru această parte a lumii. Ciocnirea între “civilizația cetăților” și cea a triburilor a schimbat definitiv aspectul acestei lumi. A spune că a fost “bună” sau “rea” înseamnă a face judecări de valoare care nu își au locul în istorie și, mai mult, înseamnă să faci o istorie “a ceea ce ar fi putut sa fie”, pe cât de inutilă, pe atât de înșelătoare.
Cunoscuta controversă, care a animat aceste pagini, între istoricii “romaniști” și cei “germaniști”, poate fi considerată ca reprezentând teza și antiteza. Sinteza nu este decât un alt fel de a spune că adevărul rămâne undeva la mijloc. Fiecare personaj al acestei “drame” a avut geniul și scăderile sale. Meritul unora este de a fi știut să păstreze și să perpetueze o moștenire, pe când meritul celorlalți este de a fi adus un suflu nou în acest “corp” ostenit. În fond, cum această invazie nu a fost prima și, probabil, nici cea mai puternică, ne putem gândi că barbarii au fost “primiți” atunci când totul era deja copt pentru marea schimbare.